# Befehle des Obersten Chefs der Sowjetischen Militäradministration in Deutschland (SMAD)

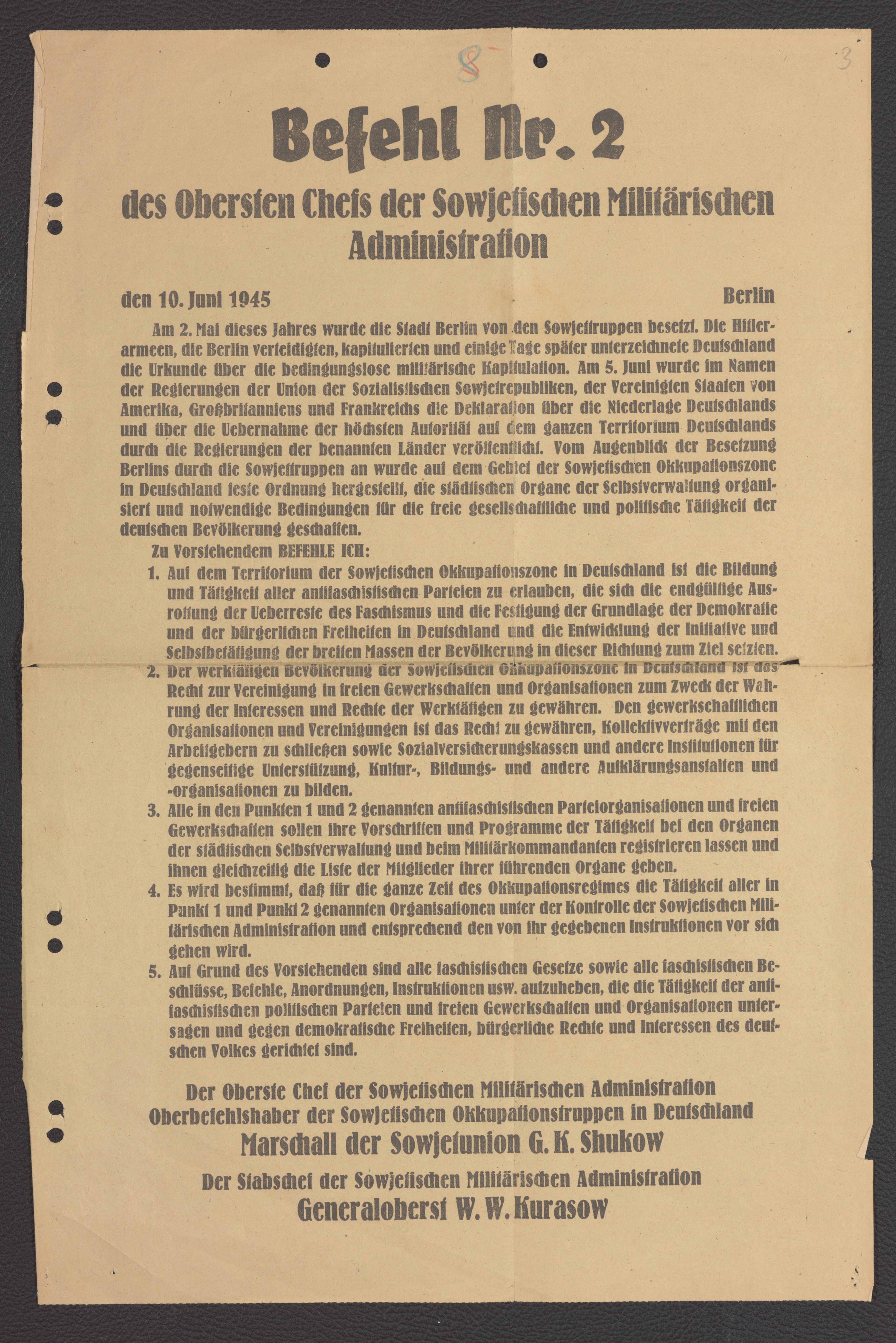
SMAD-Befehl Nr. 2/45 vom 10. Juni 1945: Bildung von antifaschistischen Parteien und Organisationen

Die Befehle des Obersten Chefs der Sowjetischen Militäradministration in Deutschland (SMAD) (russisch Приказ Главноначальствующего СВАГ – Главнокомандующего ГСОВГ Prikas Glawnonatschalstwujuschtschego SWAG – Glawnokomandujuschtschego GSOWG) waren ab kurz nach der bedingungslosen Kapitulation Deutschlands am 8. Mai 1945 bis kurz nach der Gründung der Deutschen Demokratischen Republik am 7. Oktober 1949 das Mittel des Obersten Chefs der Sowjetischen Militäradministration in Deutschland (SMAD) und Oberbefehlshabers der Gruppe der Sowjetischen Besatzungstruppen in Deutschland (GSBD, russisch Группа советских оккупационных войск в Германии (ГСОВГ) Gruppa sowetskich okkupazionnych woisk w Germanii (GSOWG)), gemäß der Berliner Erklärung der Vier Alliierten vom 5. Juni 1945, „die oberste Regierungsgewalt in Deutschland, einschließlich aller Befugnisse der deutschen Regierung, des Oberkommandos der Wehrmacht (OKW) und der Regierungen, Verwaltungen oder Behörden der Länder, Städte und Gemeinden“ auszuüben.
Oberster Chef der SMAD waren vom 9. Juni 1945 bis zum 12. März 1946 Georgi Schukow, vom 12. März 1946 bis März 1949 Wassili Sokolowski und von März 1949 bis Oktober 1949 Wassili Tschuikow.
Die Sowjetische Militäradministration in Deutschland war ein völkerrechtlich legitimiertes Organ der sowjetischen Regierung und direkt dem Rat der Volkskommissare der Sowjetunion unterstellt. Ihre Machtfülle in der Sowjetischen Besatzungszone (SBZ) war nur durch die Festlegung eingeschränkt, dass „Entscheidungen über alle Deutschland als Ganzes betreffenden wesentlichen Fragen“ vom Alliierten Kontrollrat getroffen wurden.

## Liste von Befehlen des Obersten Chefs der Sowjetischen Militäradministration in Deutschland
| Nr.          | Bezeichnung | Datum              |
| ------------ | --- | ------------------ |
| 1            | Über die Organisation der militärischen Administration zur Verwaltung der sowjetischen Okkupationszone in Deutschland (russisch относительно организации военной администрации по управлению Советской зоной оккупации в Германии otnossitelno organisazii wojennoi administrazii po uprawleniju Sowetskoi sonoi okkupazii w Germanii) | 9. Juni 1945       |
| 2            | Erlaubnis zur Bildung und Tätigkeit aller antifaschistischen Parteien und Gewerkschaften (russisch о разрешении образования и деятельности антифашистских партий и организаций o rasreschenii obrasowanija i dejatelnosti antifaschistskich parti i organisazi; auch: Bildung von antifaschistischen Parteien und Organisationen) | 10. Juni 1945      |
| 3            | Abgabe von Waffen (russisch о демилитаризации Советской зоны оккупации Германии o demilitarisazii Sowetskoi sony okkupazii Germanii, deutsch ‚Über die Demilitarisierung der sowjetischen Besatzungszone Deutschlands‘; auch: Abgabe von Kriegsgerät; auch: Übergabe militärischer Einrichtungen, Unterlagen sowie von Waffen und Munition an die Militärkommandanten entsprechend der Punkte 5, 7, 8 der Deklaration über die Niederlage Deutschlands) | 15. Juni 1945      |
| 40           | Ablieferungssoll für Getreide, Kartoffeln, Gemüse und Ölsaaten aus der Ernte 1945 | 18. Juni 1945      |
| 4            | Abgabe von Sowjetvaluta (auch: Einziehung der Sowjetvaluta und der Obligationen der staatlichen Anleihen der UdSSR, die nicht für den Umlauf außerhalb der Grenzen der UdSSR zugelassen sind) | 6. Juli 1945       |
| 5            | Organisierung eines normalen Lebens in den Provinzen und Ländern, Gründung (russisch о назначении начальников УСВА провинций и федеральных земель и их заместителей по гражданским делам o nasnatschenii natschalnikow USWA prowinzi i federalnych semel i ich samestitelei po graschdanskim delam, deutsch ‚über die Ernennung der Leiter der Büros der Sowjetischen Militärverwaltung der Länder und Bundesländer und ihrer Stellvertreter für Zivilangelegenheiten‘; auch: Verwaltung der Provinzen und Sicherung der Kontrolle über die Arbeit der Selbstverwaltungsorgane) | 9. Juli 1945       |
| 6            | Ernennung von Generalmajor S. F. Gorochow zum Chef der Verwaltung Kommandanturdienst | 13. Juli 1945      |
| 7            | Betr. listenmäßige Erfassung sämtlicher Unternehmen der Brennstoffindustrie (auch: Wiederinstandsetzung der Brennstoffindustrie und Erfassung sämtlicher Brennstoffe) | 14. Juli 1945      |
| ohne         | Passierscheine für Kraftfahrzeuge | 21. Juli 1945      |
| 9            | Wiederingangbringung von lebenswichtigen Industriebetrieben (russisch о мерах по ускорению развертывания промышленных предприятий в Советской зоне оккупации Германии o merach po uskoreniju raswertywanija promyschlennych predprijati w Sowetskoi sone okkupazii Germanii; auch: Beschleunigung der Abwicklung von Industrieunternehmen in der Sowjetischen Besatzungszone Deutschlands; auch: Wiederingangsetzung der Produktion; auch: Beschleunigung der Instandsetzung der Wirtschafts- und Industriebetriebe in der SBZ) | 21. Juli 1945      |
| 10           | Bildung der ökonomischen Verwaltung der SMAD | 21. Juli 1945      |
| 8            | Struktur der Politorganisation der SMAD | 22. Juli 1945      |
| 01           | Neuorganisation der deutschen Finanz- und Kreditorgane | 23. Juli 1945      |
| ohne         | Lohnstopp [Provinzialamt für Arbeit] | 23. Juli 1945      |
| ohne         | Schaffung von Finanzabteilungen bei den Landesverwaltungen, Beibehaltung der Steuern, Eröffnung von Banken und Sparkassen | 23. Juli 1945      |
| 050          | Über die Überführung der Militärkommandanturen der Dienststellen im Feld mitsamt allen ihnen unterstellten Militärkommandanturen unter den Befehl des Stabes der SMAD, wobei sie den Namen Kommandantur des Stabes der SMAD erhalten | 23. Juli 1945      |
| 11           | Abgabe von Wertsachen (auch: Abgabe von Wertsachen innerhalb von fünf Tagen durch Anstalten, Organisationen, Betriebe und Privatpersonen an die Feldämter der Staatsbank der Sowjetischen Besatzungstruppen in Deutschland) | 25. Juli 1945      |
| 12           | Verbot des Tragens militärischer Uniformen durch ehemalige Angehörige der deutschen Wehrmacht (auch: Verbot von militärischen Uniformen der ehemaligen deutschen Wehrmacht) | 25. Juli 1945      |
| 13           | Schaffung von Verwaltungsbezirken in der Provinz Brandenburg (auch: Verbesserung der administrativen Leitung der Provinz Brandenburg) | 25. Juli 1945      |
| 13a          | Einteilung der Provinz Brandenburg in 4 Verwaltungsbezirke | 25. Juli 1945      |
| 18           | Verbesserung der administrativen Leitung der Provinz Brandenburg | 25. Juli 1945      |
| 14           | Beschleunigung der Verfolgung von Kriegsverbrechen | 26. Juli 1945      |
| 15           | Verbot der Einreise von Übersiedlern nach Berlin ohne Erlaubnis des Militärkommandanten (auch: Verbot der Einreise von Übersiedlern nach Berlin ohne Erlaubnisschein des Militärkommandanten) | 27. Juli 1945      |
| 16           | Kreditgewährung durch die SMAD an Länder der SBZ | 27. Juli 1945      |
| 17           | Bildung von Zentralverwaltungen in Berlin (auch: Gründung der deutschen Zentralverwaltung; auch: Einsetzung von deutschen Zentralverwaltungen in der sowjetischen Besatzungszone; auch: Errichtung von Zentralverwaltungen in der Sowjetischen Besatzungszone) | 27. Juli 1945      |
| 17           | Übergabe der Trophäenflotte | 27. Juli 1945      |
| 18           | Pflichtablieferung von Erzeugnissen der Tierhaltung im Jahr 1945 (auch: Pflichtablieferung zum Verkauf von Erzeugnissen der Viehzucht und Eiern im Jahre 1945 in den von der Roten Armee besetzten Gebieten) | 29. Juli 1945      |
| ohne         | Über die sofortige Inbetriebsetzung aller Industriebetriebe, die aufgrund des Zustandes ihrer Einrichtung dazu geeignet sind | 29. Juli 1945      |
| 024          | Über Maßnahmen zur Unterdrückung von Verstößen gegen die Militärdisziplin und der etablierte Ordnung in den Städten des besetzten Deutschlands (russisch о мерах по пресечению нарушений воинской дисциплины и установленного порядка в городах оккупированной Германии o merach po pressetscheniju naruscheni woinskoi diszipliny i ustanowlennogo porjadka w gorodach okkupirowannoi Germanii) | 31. Juli 1945      |
| ohne         | Passierscheine und Registrierung der Kraftfahrzeuge | 1. August 1945     |
| 19           | Maßnahmen zur Verbesserung der Arbeit der Verlage und Druckereien (auch: Verbesserung der Arbeit der Verlage und Druckereien und der Regelung der Kontrolle ihrer Tätigkeit) | 2. August 1945     |
| 20           | Wiedereinführung der deutschen Zeitungen durch die deutsche Post | 3. August 1945     |
| 21           | Beschaffung und Abnahme von landwirtschaftlichen Produkten, Pflichtablieferung, Ausgabe von Lebensmittelkarten usw. (auch: Versorgung der Bevölkerung mit Lebensmitteln) | 3. August 1945     |
| 063          | Über die Etablierung einer strengen Besatzungsordnung und über Maßnahmen zur Bekämpfung krimineller Elemente und von Gräueltaten durch Militärangehörige (russisch о наведении строгого оккупационного порядка и о мероприятиях по борьбе с преступными элементами и бесчинствами военнослужащих o nawedenii strogogo okkupazionnogo porjadka i o meroprijatijach po borbe s prestupnymi elementami i bestschinstwami wojennosluschaschtschich) | 3. August 1945     |
| 026          | Über die Organisation der Arbeiten zur Nutzung deutscher Technologie durch die Industrie in der UdSSR (russisch Об организации работ по использованию немецкой техники промышленностью СССР Ob organisazii rabot po ispolsowaniju nemezkoi techniki promyschlennostju SSSR) | 4. August 1945     |
| 22           | Über den Verlauf der Ernteeinbringung bei landwirtschaftlichen Kulturen | 4. August 1945     |
| 027          | Über die Abhaltung von Sitzungen der stellvertretenden Chefs der SMAD und der Abteilungsleiter des Kommandantendienstes der Provinzen, der Kommandeure der Kreise und der großen Städte (russisch о проведении сборов заместителей начальников СВА и начальников отделов комендантской службы провинций, комендантов округов и крупных городов o prowedenii sborow samestitelei natschalnikow SWA i natschalnikow otdelow komendantskoi sluschby prowinzij, komendantow okrugow i krupnych gorodow) | 5. August 1945     |
| 23           | Autotransport | 6. August 1945     |
| 24           | Verteilung von Automobilen in der SMAD | 6. August 1945     |
| 25           | Über die Maßnahmen zur Bekämpfung von Geschlechtskrankheiten in der SBZ | 7. August 1945     |
| 26           | Erlernung der deutschen Sprache durch SMAD-Beschäftigte | 8. August 1945     |
| 27           | Giroverkehr zwischen den Ländern in der SBZ | 10. August 1945    |
| 28           | Über die Verteilung von Geldern und Lebensmittelrationen zur Sicherstellung der Arbeit des experimentellen Konstruktionsbüros und der Versuchswerkstätten (russisch О распределении средств и продовольственных пайков для обеспечения работы лабораторно-конструкторского бюро и опытных мастерских O raspredelenii sredstw i prodowolstwennych paikow dlja obespetschenija raboty laboratorno-konstruktorskogo bjuro i opytnych masterskich) | 10. August 1945    |
| ohne         | Bestätigung der Kreis-, Oberland- und Landräte der Provinz Brandenburg | 10. August 1945    |
| 28           | Kohlenförderung September bis Dezember 1945 (auch: Maßnahmen zur Produktionssteigerung der Brennstoffindustrie und der Erzeugung von Energie) | 14. August 1945    |
| 0238         | Über die Verlegung von Bezirks- und Stadtmilitärkommandanten in neue Bundesländer (russisch о переводе районных и городских военных комендатур на новые штаты o perewode rajonnych i gorodskich wojennych komendatur na nowyje schtaty) | 14. August 1945    |
| 40           | Wiederaufnahme des Unterrichts, Schließung der Privatschulen und Entnazifizierung des Lehrkörpers | 15. August 1945    |
| ohne         | Über die Maßnahmen gegen Infektionskrankheiten in der SBZ | 17. August 1945    |
| 29           | Bildung der Sektion für Propaganda und Zensur der Politischen Abteilung der SMAD (auch: Über die Tätigkeit der Sektion für Propaganda und Zensus der Politischen Abteilung der SMAD) | 18. August 1945    |
| 30           | Unterstellung der Finanzabteilung der SMAD unter den Stellvertreter des Obersten Chefs Sokolowskij | 18. August 1945    |
| 31           | Neuordnung der Ausfuhr und der Demontage | 18. August 1945    |
| 30           | Bestrafung der Verantwortlichen für Erntesabotage und Verheimlichung von Anbauflächen und Stückzahl des Viehs in der Provinz Mecklenburg durch die deutschen Verwaltungsorgane | 22. August 1945    |
| 32           | Herstellung von Seife und Seifenpulver (auch: Sicherung der Versorgung der Roten Armee und der Bevölkerung der Sowjetischen Besatzungszone in Deutschland mit Seife und Seifenpulver) | 22. August 1945    |
| 33           | Ordnung auf dem Gebiet der Verwaltung und der Tätigkeit der Militärkommandanturen (auch: Herstellung der Ordnung auf dem Gebiete der Verwaltung und der Arbeit der Militärkommandanturen) | 22. August 1945    |
| 34           | Über Verwendung von Mineraldüngemitteln bei der Herbstaussaat 1945 (auch: Über Verwendung von Mineraldüngemitteln zu der Winterung im Jahre 1945) | 22. August 1945    |
| 2            | betr. Wirtschaft, Verkehr | 22. August 1945    |
| 30           | Sabotage bei Erntearbeiten | 22. August 1945    |
| 35           | Stettiner Hafen | 24. August 1945    |
| 032          | Einführung eines einheitlichen und ständigen Fahrzeugpapiers für Kraftfahrzeuge deutscher Unternehmungen und Behörden | 25. August 1945    |
| 32           | Ausweis für Kraftwagen | 25. August 1945    |
| 36           | Innere SMAD-Organisation | 25. August 1945    |
| 36           | Organisation und Arbeitsweise der Reinigungsanstalten zur Herstellung von Spiritus (auch: Organisation und Arbeitsweise der Destillieranstalten zur Herstellung von Spiritus) | 25. August 1945    |
| 37           | Verbesserung der Lebensbedingungen der SMAD-Mitarbeiter | 25. August 1945    |
| 38           | Bestätigung der Bevollmächtigten der Transportabteilung der SMAD bei Direktionen und Rayonen | 25. August 1945    |
| 39           | Innere Organisation der SMAD | 25. August 1945    |
| 40           | Vorbereitung der Schulen auf den Schulbetrieb | 25. August 1945    |
| 41           | Durchführung einer einheitlichen landwirtschaftlichen Erhebung in der SBZ | 27. August 1945    |
| 42           | Registrierung aller ehemaligen Angehörigen der SS, der SA, der Gestapo und der NSDAP bei den Militärkommandanten (auch: Registrierung aller ehemaligen Angehörigen der deutschen Armee im Range eines Leutnants und höher, aller Angehörigen der SS, SA, Gestapo und der NSDAP) | 27. August 1945    |
| 43           | Über die Maßnahmen zur Beschleunigung des Wiederaufbaus der Industriebetriebe in dem von den Sowjettruppen besetzten Gebiet Deutschlands | 28. August 1945    |
| 05           | Versorgung der Sowjetischen Okkupationstruppen, zur Entwicklung der Arbeiten der Industrie, des Transportwesens u. der Landwirtschaft mit Brennstoffen | 28. August 1945    |
| 10           | Organisierung der Erfassung des Grenzübergangs der Transportmittel, Lokomotiven und Güter in den Umschlagstellen | 28. August 1945    |
| 6            | Über die Einführung der Zahlungspflicht für die Beförderung auf Eisenbahn und Wasserwegen in der SBZ (auch: Einführung der Gebühr für Eisenbahn und Wassertransport) | 29. August 1945    |
| 7            | Festlegung der Eisenbahndirektionsgrenzen | 29. August 1945    |
| ohne         | Sabotage von Landwirten gegen die Ernteeinbringung | 30. August 1945    |
| 45           | Radiosender Königswusterhausen (auch: Rundfunkinformationen für Provinzzeitungen in der Sowjetischen Besatzungszone Deutschlands) | 31. August 1945    |
| 44           | Sicherstellung von Streichhölzern für die Rote Armee und die Bevölkerung (auch: Sicherstellung der Versorgung der Roten Armee und der Bevölkerung der Sowjetischen Besatzungszone in Deutschland mit Streichhölzern) | 4. September 1945  |
| 46           | Einbringung der Ernte 1945 und Bestellung der Winterackerfläche (auch: Beendigung der Getreidesorte und Durchführung der Herbstsaat und Umbruch bei der Herbstfeldbestellung 1945) | 4. September 1945  |
| 47           | Bestätigung des Produktionsplans für Mineral-Dünger, Spiritus, Stärke bzw. Sirup-Erzeugnisse, Pflanzenöl. Bier und Kaffee | 4. September 1945  |
| 48           | Bestätigung des Produktionsplans für Textilrohstoffe, Garne und Gewebe im Zeitraum vom 9. September bis Dezember 1945 | 4. September 1945  |
| 49           | Reorganisation der deutschen Gerichte in der SBZ; Entfernung aller NSDAP-Mitglieder aus dem Justizdienst (auch: Reorganisation deutscher Gerichte in den Provinzen der Sowjetischen Besatzungszone in Deutschland) | 4. September 1945  |
| 50           | Vorbereitung der Hochschulen auf den Beginn des Unterrichts (auch: Vorbereitung der Hochschulen zur Wiederaufnahme der Tätigkeit; auch: Über die Vorbereitung der Hochschulen zum Arbeitsanfang und Verordnung über ihre Tätigkeit) | 4. September 1945  |
| 52           | Betr. Informationsbüro der SMAD | 5. September 1945  |
| 53           | Demontagen | 7. September 1945  |
| 35           | Versorgungsplan für Landwirtschaft und industrielle Erzeugnisse Sept. - Okt. 1945 | 8. September 1945  |
| 039          | Konfiszierung nazistischer und militaristischer Literatur | 8. September 1945  |
| 54           | Ausarbeitung des Reparationsplans für 1946 | 8. September 1945  |
| 55           | Lebensmittel und Industriewaren. Versorgungsplan für September bis Oktober 1945 (auch: Versorgung der Bevölkerung mit Lebensmitteln und Industriewaren im Sept. - Okt. 1945) | 8. September 1945  |
| 0020         | (wurde am 21. September 1945 annulliert, alle Ausgaben wurden vernichtet; Inhalt: Bekämpfung der Gräueltaten an der deutschen Bevölkerung) | 9. September 1945  |
| 043          | Maßnahmen zur Bekämpfung von Epidemien (Maßnahmen gegen Infektionskrankheiten in der SBZ) | 11. September 1945 |
| 56           | Herstellung von Papier, Zellulose und Pappe für das 4. Quartal 1945 (auch: Erzeugnisplan zur Herstellung von Papier, Zellstoff und Pappe für das 4. Quartal 1945) | 11. September 1945 |
| 57           | Die Herstellungsaufgaben der Trikotagenindustrie für das 4. Quartal 1945 | 11. September 1945 |
| 58           | Über die Verarbeitung von Zuckerrüben der Ernte 1945 | 11. September 1945 |
| 59           | Vorbereitung der Wohnhäuser und öffentlichen Gebäude für den Winter im Sowjetischen Sektor Berlins (auch: Über die Instandsetzung der Wohnhäuser und öffentlichen Gebäude in der Sowjetischen Besatzungszone von Groß-Berlin für den Winter) | 11. September 1945 |
| 60           | Über den Plan der Herstellung von Baumaterialien für das 4. Quartal 1945 | 11. September 1945 |
| ohne         | Durchführungsbestimmungen der Pflichtabgabe/des Verkaufs von Erzeugnissen der Viehzucht und von Eiern | 11. September 1945 |
| ohne         | Kredite an Unternehmen, die ihre Tätigkeit wieder aufnehmen | 11. September 1945 |
| ohne         | An die Provinzial- und örtlichen Selbstverwaltungen sowie an die Besitzer von Industrieunternehmen | 12. September 1945 |
| ohne         | Errichtung von deutschen Verwaltungen in der SBZ | 12. September 1945 |
| 13           | Aufstellung des Haushalts der Länder und Provinzen für das 4. Quartal 1945 | 12. September 1945 |
| 18           | Übergabe der Schiffsreparaturunternehmen an die Leitung der deutschen Wasserstraßendirektion | 12. September 1945 |
| ohne         | Vorläufige Ausführungsbestimmungen für die Belieferung mit Rohstoffen, Materialien, Brennstoffen und Elektroenergie an die Besitzer von Industrieunternehmen | 12. September 1945 |
| 61           | Übergabe der Trophäenflotte an die Verwaltung des Wasserstraßendirektion | 12. September 1945 |
| 61           | Änderung der Tagesdienstordnung im Stab der SMAD | 13. September 1945 |
| 62           | Sicherung der Versorgungsteile in den Rayonen mit Arbeitskraft und Material für die Vorbereitung der militärischen Unterkünfte auf den Winter | 13. September 1945 |
| 63           | Generalleutnant Kuzewalow ist Leiter der Militär-Jagdgesellschaft beim SMAD-Stab | 13. September 1945 |
| 64           | Herstellung von Leder- und Schuhwaren für das 4. Quartal 1945 | 13. September 1945 |
| 92           | Festlegungen über die alliierte Besatzungsmark und die deutsche Reichsmark | 13. September 1945 |
| ohne         | Ausstellung und Nachweis der Lieferungsanweisungen für bewirtschaftete Erzeugnisse und Waren | 14. September 1945 |
| ohne         | Reorganisation des Gerichtswesens in der SBZ | 15. September 1945 |
| ohne         | Vorbereitung zum Unterricht in den Hochschulen und die Festsetzung der Kontrolle über deren Tätigkeit | 15. September 1945 |
| 65           | Organisierter Arbeitseinsatz der arbeitsfähigen Bevölkerung (russisch о трудоустройстве населения в Советской зоне оккупации o trudoustroistwe nasselenija w Sowetskoi sone okkupazii; auch: Herbeiführung eines planmäßigen (organisierten) Arbeitseinsatzes der arbeitsfähigen Bevölkerung in der SBZ) | 15. September 1945 |
| ohne         | Ausschaltung der nazistischen und militaristischen Literatur | 16. September 1945 |
| ohne         | Wiedereinrichtung der Leipziger Bibliothek | 16. September 1945 |
| 66 (auch 45) | Aufhebung der außerordentlichen Gerichte und Entfernung der faschistischen Gesetzgebung, (auch: Aufhebung der besonderen Gerichte und der faschistischen Gesetzgebung in der SBZ) | 17. September 1945 |
| 67           | Festlegung der Honorarsumme für externe Autoren des Informationsbüros der SMAD | 20. September 1945 |
| ohne         | Betr. Vervielfältigung von Anordnungen der SMA | 20. September 1945 |
| 51           | Wiedereinrichtung und Tätigkeit der Kulturinstitutionen (auch: Wiederherstellung und Tätigkeit der Kunstinstitutionen im Bereich der Sowjetischen Besatzungszone in Deutschland) | 25. September 1945 |
| 68           | Bekanntgabe des Verzeichnisses der Bevollmächtigten der SMAD und Sicherung des Apparates der Bevollmächtigten bei Direktionen, Rayonen und an der Küste | 25. September 1945 |
| 69           | Bildung der Bezirke Güstrow, Schwerin, Dresden, Bautzen, Gera, Gotha und entsprechender Bezirkskommandanturen | 25. September 1945 |
| 70           | Die Organisation des Verlages für die Unterrichts- und pädagogische Literatur für die deutsche Bevölkerung der SBZ | 25. September 1945 |
| 71           | Über die Produktion von Margarine, Obst- und Gemüse-Konserven, Konditorwaren, Likören und Schnaps und die Salzgewinnung im 4. Quartal 1945 | 25. September 1945 |
| 72           | Erfassung der Industrieunternehmen in der SBZ (auch: Zählung der Industriebetriebe in der Sowjetischen Besatzungszone Deutschlands) | 25. September 1945 |
| 76           | Organisationsmängel in der Versorgung der Bevölkerung im sowjetischen Sektor von Berlin (russisch о недостатках в организации продовольственного снабжения населения советского сектора г. Берлина o nedostatkach w organisazii prodowolstwennogo snabschenija nasselenija sowetskogo sektora g. Berlina; auch: Organisationsmängel in der Versorgung der Bevölkerung in der Sowjetischen Besatzungszone der Stadt Berlin) | 25. September 1945 |
| ohne         | Über die Wiedererrichtung und die Tätigkeit der Kunstinstitute in der SBZ | 25. September 1945 |
| 74           | Herausgabe zusätzlicher Fahrgenehmigungen zwischen den Provinzen | 26. September 1945 |
| 75           | Aufhebung der Wittenbergischen und Bildung der Cottbuser Eisenbahndirektion (auch: Abschaffung der Eisenbahndirektion Wittenberge und die Begründung der Eisenbahndirektion Cottbus) | 26. September 1945 |
| 73           | Über das Sammeln, über die Bearbeitung der Abfälle von Schrott und Buntmetallen in den Gebieten der Sowjetischen Besatzungszone in Deutschland | 27. September 1945 |
| 77           | Ergebnisse über die durchgeführte Überprüfung der Verkaufs- und Erfassungsaktion sowie Lagerung der landwirtschaftlichen Erzeugnisse der Ernte 1945 (auch: Überprüfung des Verlaufs der Erfassungsaktion sowie die Lagerung der landwirtschaftlichen Erzeugnisse der Ernte 1945) | 27. September 1945 |
| 78           | Radiosendungen in der SBZ (auch: Der Rundfunk in der Sowjetischen Besatzungszone Deutschlands) | 27. September 1945 |
| 52           | Über den Verteilungsplan harter Brennstoffe für das 4. Quartal 1945 | 29. September 1945 |
| 052          | Plan der Verteilung von festen Brennstoffen für das IV. Quartal 1945 | 29. September 1945 |
| 79           | Aufhebung der faschistischen Gesetzgebung (auch: Aufhebung der Nazigesetzgebung in der Sowjetischen Besatzungszone Deutschlands) | 29. September 1945 |
| 80           | Uber die Liquidierung faschistischer Organisationen (auch: Über die Liquidierung der nazistischen Organisationen) | 29. September 1945 |
| 53           | Über den Verteilungsplan flüssiger Brennstoffe für Oktober-Dezember 1945 | 29. September 1945 |
| ohne         | Herstellung von Baumaterialien für das 4. Quartal 1945 | 30. September 1945 |
| ohne         | Organisation des Arbeitseinsatzes der deutschen Bevölkerung | 30. September 1945 |
| 83           | Bestätigung des stellvertretenden Chefs der deutschen Zentralverwaltung für Industrie (Jakob Boulanger) | 1. Oktober 1945    |
| 82           | Bestätigung der Rayon- und Stadtteilkommandanturen in Leipzig | 2. Oktober 1945    |
| 84           | Öffnung russischer Schulen für Kinder von Bediensteten der SMAD | 2. Oktober 1945    |
| 85           | Wiederaufnahme der Arbeit in den Museen (auch: Über die Erfassung und den Schutz von Museumswerten und die Wiedereröffnung der Museen in der Sowjetischen Besatzungszone in Deutschland) | 2. Oktober 1945    |
| 86           | Bereitstellung von handwerklichen Erzeugnissen zur Sicherung der Zwangsablieferung | 2. Oktober 1945    |
| 86           | Erfassung der landwirtschaftlichen Produkte in den Bezirken der SBZ | 2. Oktober 1945    |
| ohne         | Vorbereitung der Straßen und Brücken für den Winter | 2. Oktober 1945    |
| 87           | Durchfahrterlaubnis für englische Autokolonnen mit polnischen Repatrianten | 4. Oktober 1945    |
| ohne         | Abgabe von Wirk- und Strickstoffen an die Bevölkerung | 4. Oktober 1945    |
| 88           | Schaffung eines Vorrates von abmontierbaren Militärausrüstungen (auch: Befehl des Stellvertreters des Chefs der SMA und Stellvertreters des Oberbefehlshabers einer Gruppe der sowjetischen Besatzungstruppen in Deutschland. Schaffung eines Vorrates von abmontierbaren Militärausrüstung) | 8. Oktober 1945    |
| ohne         | Benutzung von Kraftfahrzeugen aller Art | 11. Oktober 1945   |
| 89           | Spirituosenherstellung und Spirituosenbewirtschaftung (auch: Organisation des Handels mit Spirituosen in der Sowjetischen Besatzungszone Deutschlands) | 12. Oktober 1945   |
| 90           | Versorgung der Stadt Berlin mit Brennstoff für Oktober, November, Dezember (auch: Versorgung der Stadt Berlin mit Brennmaterial für die Monate Okt., Nov. und Dez.) | 12. Oktober 1945   |
| 91           | Ausnutzung der Rückflüge von Postflugzeugen für den Gütertransport | 12. Oktober 1945   |
| ohne         | Betr. Treibstoff-Fonds zur Gesundheitsbetreuung | 12. Oktober 1945   |
| 92           | Einführung und Kennzeichnung des Besatzungsgeldes (auch: Festlegungen über die alliierte Besatzungsmark und die deutsche Reichsmark) | 13. Oktober 1945   |
| 93           | Produktion von Kraftfahrzeugen und Motorrädern in Eisenach (auch: Produktion von Autos und Motorrädern im Automobil- und Maschinenwerk Eisenach; auch: Inangriffnahme der Automobil- und Motorradproduktion in der Automobil- und Maschinenfabrik (vormals BMW) in Eisenach) | 13. Oktober 1945   |
| 94           | Verwendung von Sortensamen aus der Ernte der Betriebe der militärischen Einheiten für Saatzwecke | 13. Oktober 1945   |
| 95           | Über die Registrierung der Verträge und Vereinbarungen über Lieferung von allen Arten Erzeugnissen in die UdSSR (auch: Über die Registrierung der Verträge und Vereinbarung über Lieferung von allen Arten Erzeugnissen aus der Sowjetischen Besatzungszone Deutschlands in die UdSSR) | 13. Oktober 1945   |
| 96           | Einführung von einheitlichen Normen der Versorgung mit Lebensmitteln der Stadtbevölkerung der SBZ (auch: Einführung einheitlicher Verpflegungsnormen für die Stadtbevölkerung in der SBZ) | 13. Oktober 1945   |
| 97           | Über Reorganisation der Forstwirtschaft in der SBZ | 13. Oktober 1945   |
| ohne         | Erfassung und Verarbeitung des Buntmetallabfalls und -bruchs | 14. Oktober 1945   |
| ohne         | Organisation eines Verlages für Lehrmittel und pädagogische Literatur für die deutsche Bevölkerung der SBZ | 14. Oktober 1945   |
| 069          | Wertpapiere in Tresoren in Verzeichnisse aufnehmen | 15. Oktober 1945   |
| 99           | Überführung der Besonderen Montageverwaltung Nr. 2 des Volkskommissariats für Maschinenbau in den SMAD-Apparat | 15. Oktober 1945   |
| 100          | Beibehaltung der alten Löhne und Gehälter bei Behörden und Unternehmen (auch: über die Auszahlungsordnung der Gehälter an die Angestellten der deutschen Unternehmungen in der SBZ; auch: Auszahlung der Gehälter an die Angestellten der deutschen Betriebe in der Sowjetischen Besatzungszone Deutschlands) | 16. Oktober 1945   |
| 101          | Erfüllung des Plansolls durch Brennstoffbetriebe im September 1945 | 16. Oktober 1945   |
| 98           | 24-Stunden-Dienst bei der Be- und Entladung von Eisenbahnwaggons (auch: Die Tag- und Nachtarbeit beim Verladen und Entladen von Eisenbahnwaggons) | 18. Oktober 1945   |
| 102          | Wiederherstellung von Betrieben für Schmieröle und Fette (auch: Wiederaufbau der Schmierölwerke) | 18. Oktober 1945   |
| ohne         | Betr. Lieferungsverträge zwischen sowjetischen Stellen und deutschen Firmen | 19. Oktober 1945   |
| 103          | Aufstellung von Wirtschaftsplänen für 1946 (auch: Aufstellung des Wirtschaftsplanes 1946 für die SBZ) | 19. Oktober 1945   |
| 104          | Herstellung und Verteilung von Fensterglas im 4. Quartal 1945 (auch: Über die ordnungsgemäße Verteilung von Fensterglas im 4. Quartal 1945 in der Sowjetischen Besatzungszone Deutschlands) | 19. Oktober 1945   |
| 105          | Bildung der Deutschen Verwaltung für Statistik (auch: Organisation des deutschen Statistischen Büros in der SBZ) | 19. Oktober 1945   |
| 106          | Einbringung und Ablieferung der Lupinenernte (auch: Einbringung der Ernte und Erfassung der Süßlupine 1945) | 20. Oktober 1945   |
| 107          | Erlaß der Samendarlehen der landwirtschaftlichen Betriebe in der Provinz Brandenburg für die Herbstsaat 1945 | 20. Oktober 1945   |
| 108          | Änderung der Normen für die Abgabe von Getreide in Mecklenburg | 20. Oktober 1945   |
| 110          | Gesetzgebungskompetenz an Länder- und Provinzverwaltung und Erklärung, dass die Bodenreform rechtens ist (auch: Über die Gewährung des Rechts an die Provinzialverwaltungen, Verordnungen mit Gesetzeskraft zu erlassen, auch: Einräumung des Rechts an die Provinzial- und Verwaltungen der Länder in der SBZ, Gesetze und Verordnungen mit Gesetzeskraft zu erlassen; russisch О предоставлении права провинциальным управления и управлениям федеральных «земель» в Советской зоне оккупации Германии издавать законы и постановления, имеющие силу закона O predostawlenii prawa prowinzialnym uprawlenija i uprawlenijam federalnych «semel» w Sowetskoi sone okkupazii Germanii isdawat sakony i postanowlenija, imejuschtschije silu sakona) | 22. Oktober 1945   |
| 109          | Organisation des Druckes des „Kurzen Lehrgangs der Geschichte der Kommunistischen Partei der Sowjetunion (Bolschewiki)“ | 23. Oktober 1945   |
| 075          | Bestätigung des Planes über Erfassung bzw. Beschaffung und Lieferung von Heu und Stroh aus der Ernte 1945 für die Gruppe der sowjetischen Besatzungstruppen in Deutschland | 23. Oktober 1945   |
| ohne         | Heiz- und Brennstoffversorgung der SBZ und der Stadt Dresden im Oktober, November und Dezember 1945 | 23. Oktober 1945   |
| ohne         | Ingangsetzung der Automobil und Motorrad-Erzeugung in der Automobil- und Maschinenfabrik (ehemals BMW) in Eisenach/Thüringen | 23. Oktober 1945   |
| ohne         | Abrechnungsordnung bei Reparationslieferungen | 24. Oktober 1945   |
| ohne         | Benutzung von Kraftfahrzeugen | 25. Oktober 1945   |
| 111          | Bestätigung des Haushalts der Provinz Brandenburg für das 4. Quartal 1945 | 25. Oktober 1945   |
| 112          | Über die Bestätigung des Haushalts der Provinz Mecklenburg für das 4. Quartal 1945 | 25. Oktober 1945   |
| 113          | Über die Bestätigung des Haushalts des föderalen Landes Sachsen für das 4 Quartal 1945 | 25. Oktober 1945   |
| 114          | Über die Bestätigung des Haushalts der Provinz Sachsen für das 4 Quartal 1945 | 25. Oktober 1945   |
| 115          | Über die Bestätigung des Haushalts der Provinz Thüringen für das 4 Quartal 1945 (auch: Über die Bestätigung des Haushaltes des föderalen Landes Thüringen für das 4. Quartal 1945) | 25. Oktober 1945   |
| 116          | Bestätigung der Haushaltspläne der deutschen Zentralverwaltungen für das 4. Quartal 1945 (auch: Über die Genehmigung der Voranschläge der Deutschen Verwaltungen für das 4. Quartal 1945) | 25. Oktober 1945   |
| 119          | Zusätzliche Belieferung von Kartoffeln für die Spiritusindustrie | 25. Oktober 1945   |
| 118          | Beschleunigung der Aussaat | 26. Oktober 1945   |
| 119          | Über die Sicherstellung von Biopräparaten und die Bekämpfung ansteckender Krankheiten bei Tieren, die Truppenteilen der Roten Armee und der örtlichen Bevölkerung in der SBZ gehören | 26. Oktober 1945   |
| 117          | Ausstattung der deutschen Zentralverwaltung für Handel und Versorgung mit Weisungsrecht gegenüber den Landesverwaltungen (auch: Organisation von Abteilungen für Handel und Versorgung bei den Verwaltungen der Präsidenten der Provinzen und Bundesländer in der SBZ) | 27. Oktober 1945   |
| 0186         | Über die Reparatur und Übergabe erbeuteter Fahrzeuge entsprechend Beschlusses des Rates der Volkskommissare der UdSSR (russisch о ремонте и сдаче легковых трофейных автомашин по решению СНК СССР o remonte i sdatsche legkowych trofeinych awtomaschin po rescheniju SNK SSSR) | 27. Oktober 1945   |
| ohne         | Errichtung einer sächsischen Landeslotterie | 27. Oktober 1945   |
| 120          | Abgabe von Samenvorauslieferung an die Bauernwirtschaften des Landes Mecklenburg für die Herbstaussaat 1945 | 29. Oktober 1945   |
| 121          | Versorgungsplan mit Lebensmitteln und Industriewaren für November und Dezember 1945 | 29. Oktober 1945   |
| 123          | Postsendungen zwischen Besatzungszonen | 29. Oktober 1945   |
| 151          | Unbefriedigende Ausführung der Befehle Nr. 47 Berlin vom 04. September 1945, Nr. 76 vom 25. September 1945 und Nr. 89 vom 12. Oktober 1945 | 29. Oktober 1945   |
| 152          | Erhöhung der Verpflegungsnormen für Bergarbeiter | 29. Oktober 1945   |
| 153          | Versorgung wichtiger Industriezweige mit Arbeitskräften (auch: Maßnahmen zur Sicherstellung von Arbeitskräften in den wichtigsten Wirtschaftszweigen, auch: Maßnahmen zur Sicherstellung von Arbeitskräften für die wichtigsten Wirtschaftszweige) | 29. Oktober 1945   |
| 151          | Spiritus-Erzeugung und Verkaufspreise | 29. Oktober 1945   |
| 122          | Organisation der Märkte für freien Verkauf durch Bauern der SBZ der nach der Erfüllung der Pflichtabgabe verbleibenden Erzeugnisse (auch: Organisation der Märkte für den freien Verkauf der nach Erfüllung des Ablieferungssolls verbleibenden Erzeugungsüberschüsse durch die Bauern in der SBZ) | 30. Oktober 1945   |
| 124          | Dem Deutschen Reich gehörende Vermögenswerte werden beschlagnahmt (auch: Über die Beschlagnahme und provisorische Übernahme einiger Eigentumskategorien in Deutschland; russisch О наложении секвестра и принятии во временное управление некоторых категорий имущества в Германии O naloschenii sekwestra i prinjatii wo wremennoje uprawlenije nekotorych kategori imuschtschestwa w Germanii, deutsch ‚Über die Verhängung einer Zwangsvollstreckung und die Aufnahme in die vorläufige Verwaltung bestimmter Vermögensarten in Deutschland‘) | 30. Oktober 1945   |
| 125          | Angelegenheit der Instandsetzung des Gebäudes des früheren Luftfahrtministeriums | 30. Oktober 1945   |
| 154          | Bildung einer Abteilung Gewerkschaften bei der Propagandaverwaltung der SMAD | 30. Oktober 1945   |
| 080          | Organisierung der antifaschistischen Frauenausschüsse bei den Stadtverwaltungen | 30. Oktober 1945   |
| 126          | Vermögen der NSDAP, ihrer Organe und der ihr angeschlossenen Verbände werden konfisziert (auch: Einziehung des Vermögens der NSDAP, ihrer Organe und Organisationen; russisch О конфискации имущества национал-социалистской партии, ее органов и примыкающих к ней организаций O konfiskazii imuschtschestwa nazional-sozialistskoi partii, eje organow i primykajuschtschich k nei organisazi, deutsch ‚Über die Einziehung des Vermögens der Nationalsozialistischen Partei, ihrer Organe und ihr angeschlossener Organisationen‘) | 31. Oktober 1945   |
| 127          | Ordnung bei der Durchführung der Abtreibung nach der medizinischen Indikation bei sowjetischen Frauen in der SBZ | 1. November 1945   |
| 128          | Warenlieferungen an die UdSSR a conto Reparationen (auch: Durchführungsordnung der Warenlieferungen aus der SBZ in die UdSSR) | 1. November 1945   |
| 129          | Aufhebung der Politsektoren der SMAD-Verwaltungen der Länder und Provinzen | 1. November 1945   |
| 130          | Vorbereitung der Autostraßen und Brücken zum Winter | 2. November 1945   |
| 131          | Erlaß der Weizensamendarlehen von 1945 für die landwirtschaftlichen Betriebe in Thüringen | 2. November 1945   |
| 132          | Registrierung und Herausgabe von Erlaubnisscheinen für Binnenschiffahrt-Berechtigte | 2. November 1945   |
| ohne         | Auszahlungsanordnung von Gehalt an Angestellte deutscher Unternehmungen in der SBZ | 2. November 1945   |
| ohne         | Über die Herstellung von Fensterglas | 2. November 1945   |
| 133          | Einbringung und Ablieferung der Zuckerrübenernte | 3. November 1945   |
| 134          | Vergrößerung des Viehbestandes | 3. November 1945   |
| 135          | Kontrolle über Gewinnung und Verarbeitung von Edelmetallen und Edelsteinen (auch: Über die Erfassung und Kontrolle der Gewinnung und Verarbeitung von Edelmetallen in der SBZ, auch: Erfassungsordnung und Kontrolle bei der Gewinnung und Verarbeitung von Edelmetallen in der SBZ) | 3. November 1945   |
| 084          | Über die rechtswidrige Einberufung einer Versammlung von Delegierten der Gewerkschaft des Fernmeldewesens und Vertretern der Verwaltung der Bezirks- und Provinzzentren der sowjetischen Besatzungszone Deutschlands (russisch О незаконном созыве совещания делегатов профсоюза связи и представителей администрации окружных и провинциальных центров Советской зоны оккупации Германии O nesakonnom sosywe soweschtschanija delegatow profsojusa swjasi i predstawitelei administrazii okruschnych i prowinzialnych zentrow Sowetskoi sony okkupazii Germanii) | 3. November 1945   |
| ohne         | Tag- und Nachtarbeit bei der Beladung und Entladung von Eisenbahnwaggons | 4. November 1945   |
| ohne         | Instandsetzung von Truppenunterkünften | 4. November 1945   |
| 085          | Über die Versetzung aller Ordonnanzen der Generäle und Obersten der Abteilungen und Direktionen der Sowjetischen Militäradministration in Deutschland in die Ordonnanzkompanie beim Sicherheitsbataillon 133 (russisch о переводе в роту ординарцев при 133 батальоне охраны всех ординарцев генералов и полковников отделов и управлений СВА в Германии o perewode w rotu ordinarzew pri 133 bataljone ochrany wsech ordinarzew generalow i polkownikow otdelow i uprawleni SWA w Germanii) | 5. November 1945   |
| 136          | Aufhebung des Instituts der Bevollmächtigten der militärischen Abteilung des Stabes der SMAD | 5. November 1945   |
| 137          | Papierbedarf der Zeitungsverlage und Lieferung von Rohstoffen und Brennmaterial für Betriebe der Zellulose- und Papierindustrie (auch: Über die Papierversorgung der Druckereien und Lieferung von Rohstoffen und Brennstoffen für die Unternehmungen der Zollstoff- und Papierindustrie) | 6. November 1945   |
| ohne         | Einführung des Briefwechsels zwischen den Okkupations-Zonen Deutschlands | 8. November 1945   |
| 138          | Bestätigung der Pläne für Eisenbahn- und Wassertransporte (auch: Bestätigung des Planes der Beförderungen im Eisenbahn- und Schiffahrtsverkehr) | 9. November 1945   |
| 139          | betr. Durchführung des SMAD-Befehls Nr. 124 vom 30. Oktober 1945 und Nr. 126 vom 31. Oktober 1945 | 9. November 1945   |
| 140          | Erfahrungsaustausch über die Arbeit. Beratung der Chefs der deutschen Zentralverwaltungen, der Präsidenten der Länderverwaltungen und den Chefs der SMAD-Verwaltungen am 13./14. November 1945 | 10. November 1945  |
| 088          | Organisation des hydrometrologischen Dienstes im Gebiet der Sowjetischen Besatzungszone in Deutschland | 12. November 1945  |
| 089          | Über die rechtswidrige Verausgabung von Haushaltsmitteln deutscher Selbstverwaltungen durch Militärkommandanten (russisch О незаконном расходовании военными комендантами бюджетных средств немецких самоуправлений O nesakonnom raschodowanii wojennymi komendantami bjudschetnych sredstw nemezkich samouprawleni) | 12. November 1945  |
| 141          | Wiederherstellung der Elbbrücke bei Magdeburg (Nordbrücke) | 16. November 1945  |
| 57           | Über den ungenügenden Verlauf der Arbeiten zur Wiederinstandsetzung der Eisenbahnbrücke über die Elbe bei Wittenberge | 17. November 1945  |
| 094          | Über die Organisation der Labors — Projektierungs- und Konstruktions-Büro für Kommunikationseinrichtungen unter der Kommunikationsabteilung der SMAD (russisch Об организации лаборатории — проектно-конструкторского бюро средств связи при Отделесвязи СВА Ob organisazii laboratorii — projektno-konstruktorskogo bjuro sredstw swjasi pri Otdeleswjasi SWA) | 17. November 1945  |
| 142          | Über die Organisation der Arbeit der Deutschen Transport- und Speditionsfirma „LASSEN“ | 17. November 1945  |
| 18           | Telefonische und telegraphische Verbindung der Zonen (auch: Entwicklung der Telefon- und Telegrafenverbindung in der SBZ) | 17. November 1945  |
| 147          | Kabeldemontage (auch: Über das Herausnehmen der konzentrierten Kabel und die Demontage der Verstärkerstellen in der SBZ) | 17. November 1945  |
| 143          | Aufstellung der Haushaltspläne für 1946 und für das 1. Vierteljahr 1946 | 19. November 1945  |
| 144          | Feststellung der Lage der Landwirtschaft (auch: Über die Durchführung einer gleichzeitigen Erfassung der Landwirtschaft in der SBZ) | 19. November 1945  |
| 83           | Über die Unterschriftenregelung und Postzustellung für die deutschen Zentralverwaltungen (auch: Befehl an die Finanzabteilung der Sowjetischen Militärverwaltung in Deutschland über die Unterschriftenregelung und Postzustellung für die deutsche Zentralverwaltung) | 19. November 1945  |
| 093          | Über die Überweisung der Finanzierung bestimmter Ausgaben der sowjetischen Besatzungstruppen auf das Konto der deutschen Selbstverwaltungen (russisch О переводе финансирования некоторых расходов советских оккупационных войск на счет немецких самоуправлений O perewode finansirowanija nekotorych raschodow sowetskich okkupazionnych woisk na stschet nemezkich samouprawleni) | 20. November 1945  |
| 145          | Sparmaßnahmen bei der Ausgabe von Lebensmitteln und bewirtschafteten Waren (auch: „Innehaltung äußerster Sparsamkeit in Bezug auf den Verbrauch von Lebensmitteln und der Ordnung des Handels mit bewirtschafteten Waren“) | 20. November 1945  |
| 146          | Wiederaufnahme der Tätigkeit der landwirtschaftlichen Genossenschaften (auch: Über die Erneuerung der Tätigkeit der landwirtschaftlichen Genossenschaften in der SBZ) | 20. November 1945  |
| 148          | Über die Ausgabe von Lebensmittelkarten und Abschnitten für Fleisch und Fette an die Bevölkerung der Versorgungsgruppe 6 | 23. November 1945  |
| 149          | Ausbau der Cardelkabel und Demontage der Verstärkungspunkte auf ihrem Verlauf in der SBZ | 24. November 1945  |
| 24           | Brennstoffverteilung für das 4. Quartal 1945 | 28. November 1945  |
| 150          | Einrichtung von Arbeitsinspektionen (Abteilungen für Arbeitsschutz) (auch: Einrichtungen von Abteilungen für Arbeitsschutz bei den Bezirks-, Kreis-, Provinzial- und Landesämtern für Arbeit und Sozialfürsorge, auch: Einrichtung von Abteilungen für Arbeitsinspektionen bei den örtlichen Selbstverwaltung) | 29. November 1945  |
| 105          | Kontrolle der Volksbildung | 30. November 1945  |
| 155          | Organisation von Basen für Dieselkraftstoff in der SBZ | 3. Dezember 1945   |
| 156          | Über die Regelung der Arbeit der Brauereiindustrie in der SBZ | 3. Dezember 1945   |
| 157          | Kerosinlieferung an die Betriebe in Schwarzheide und Leuna | 3. Dezember 1945   |
| 158          | Herstellung von Benzin | 3. Dezember 1945   |
| 159          | Maßnahmen zur Sicherstellung eines ununterbrochenen Betriebes der Deutschen Reichsbahn im Laufe des Winters 1945–46 | 3. Dezember 1945   |
| 160          | Über die Verantwortung für Sabotage- und Diversionsakte Sabotage und die Diversionsakte [gegen den wirtschaftlichen Aufbau (Strafverfolgung)] (russisch об ответственности за саботаж и диверсионные акты ob otwetstwennosti sa sabotasch i diwersionnyje akty; auch: Bestrafung von Attentaten und Sabotageakten, auch: Verantwortung für Sabotage und Störungshandlungen) | 3. Dezember 1945   |
| 161          | Organisation der Leitung der Betriebe Carl Zeiss und Schott in Thüringen | 3. Dezember 1945   |
| 20           | Erneuerung der Zeitungsabonnements | 3. Dezember 1945   |
| 19           | Abonnement, Expeditur und Lieferungen von deutschen Zeitungen | 3. Dezember 1945   |
| ohne         | Über die Versorgung von Empfängern der 6. Lebensmittelkartengruppe mit Fleisch und Fett | 5. Dezember 1945   |
| 0103         | Über die Bildung des Archivamtes der NVA in Deutschland, Archivämter in den Provinzen der sowjetischen Besatzungszone Deutschlands und die Einführung von Archivinspektoren bei den Bezirkswehrkommandanten (russisch О сформировании Архивного отдела СВА в Германии, архивных отделений в провинциях Советской зоны оккупации Германии и введении архивных инспекторов при окружных военных комендатурах O sformirowanii Archiwnogo otdela SWA w Germanii, archiwnych otdeleni w prowinzijach Sowetskoi sony okkupazii Germanii i wwedenii archiwnych inspektorow pri okruschnych wojennych komendaturach) | 6. Dezember 1946   |
| 162          | Vorbereitung der Lehrer für die Volksschule (russisch о мероприятиях по подготовке учителей для народной школы в Советской зоне оккупации Германии o meroprijatijach po podgotowke utschitelei dlja narodnoi schkoly w Sowetskoi sone okkupazii Germanii; auch: Maßnahmen für die Ausbildung von Lehrern für die Volksschule in der SBZ) | 6. Dezember 1945   |
| 163          | Nachforschungen nach Kriegsgefangenen und Bürgern der Vereinten Nationen, die nach Deutschland verschleppt wurden | 7. Dezember 1945   |
| 164          | Maßnahmen zur Vorbereitung der Brücken auf Hochwasser und Eisgang 1945-1946 (auch: Brückenvorbereitung zum Durchlaß von Hochwasser und Eisgang 1945-1946) | 8. Dezember 1945   |
| 165          | Schaffung eines Vorrates an abmontierbarem militärischem Bedarf | 11. Dezember 1945  |
| 166          | Übergabe der Trophäen-Valuta aus dem Besitz der Militärkommandanten an Feldbüros der Staatsbank | 11. Dezember 1945  |
| 167          | Verbesserung des Autotransportverkehrs (auch: Verbesserung der Arbeit des deutschen Automobiltransportes, auch: Hebung des Kraftverkehrs in der SBZ) | 11. Dezember 1945  |
| 168          | Regelung der Besoldung der Eisenbahnarbeiter und -angestellten | 11. Dezember 1945  |
| 169          | Regelung der Aufstellung von Versorgungsplänen für landwirtschaftliche Lebensmittel und gewerbliche Ge- und Verbrauchsgüter | 12. Dezember 1945  |
| 170          | Organisation der Reparatur des Automobilparks (auch: Organisation der Reparatur und Instandsetzung des Kraftfahrzeugbestandes) | 12. Dezember 1945  |
| 72           | Maßnahmen zur Verhütung von Zugunfällen und -entgleisungen bei der DR | 12. Dezember 1945  |
| ohne         | Aufhebung aller Befehle der örtlichen Militärbehörden, die die Ausgehzeiten beschränken | 13. Dezember 1945  |
| 171          | Bildung eines Autoparks der SMAD und seine Unterhaltung | 14. Dezember 1945  |
| 172          | Ernennung von Gustav Sobottka zum stellvertretenden Präsidenten der Deutschen Zentralverwaltung für Brennstoffindustrie und Elektroenergie | 14. Dezember 1945  |
| 173          | Inbetriebnahme von Werften, Hebung von Schiffen während des Winters (auch: Wiederherstellung der Schiffsreparaturunternehmen und der Reparatur der Flotte im Winter 1945-1946 auf den Werften der SBZ) | 18. Dezember 1945  |
| 174          | Überholung und Instandsetzung von Lokomotiven und Eisenbahnwagen (auch: Die Ausbesserung des rollenden Materials der Eisenbahn in der SBZ im 1. Quartal 1946) | 18. Dezember 1945  |
| 175          | Organisation des Autotransports von Reparationsgut nach Stettin durch deutsche Transportunternehmen aus der Provinz Sachsen | 18. Dezember 1945  |
| 176          | Wiederherstellung der Konsumgenossenschaften in der SBZ (russisch о восстановлении потребительской кооперации в Советской зоне оккупации Германии o wosstanowlenii potrebitelskoi kooperazii w Sowetskoi sone okkupazii Germanii) | 18. Dezember 1945  |
| 177          | Übergabe der Filmherstellungsfirma „Agfa“ | 18. Dezember 1945  |
| 179          | Wiederherstellung der Schiffsreparaturunternehmen und der Reparatur der Flotte 1945-1946 auf den Werften der SBZ | 18. Dezember 1945  |
| 16           | Regelung der Arbeitszeit für die Weihnachtsfeiertage und Neujahr 1945/1946 zur Sicherstellung einer ununterbrochenen Arbeit des Transports und anderer lebenswichtiger Betriebe | 19. Dezember 1945  |
| 0115         | Über die teilweise Beschlagnahme von Labor- und Ausbildungsgeräten, Chemikalien, Büchern aus Bibliotheken und Lehrmitteln aus höheren und Spezial-Bildungseinrichtungen in Deutschland für das Personal der Universitäten der UdSSR (russisch О частичном изъятии лабораторного и учебно-станочного оборудования, химикатов, книг из библиотек и учебных пособий из высших и специальных учебных заведений Германии для укомплектования вузов СССР O tschastitschnom isjatii laboratornogo i utschebno-stanotschnogo oborudowanija, chimikatow, knig is bibliotek i utschebnych possobi is wysschich i spezialnych utschebnych sawedeni Germanii dlja ukomplektowanija wusow SSSR) | 21. Dezember 1945  |
| 178          | Mobilisierung von 218.000 Arbeitern zum 30. Dezember 1945 | 22. Dezember 1945  |
| 179          | Bestätigung der polygraphischen Basis der Abteilung Militärverlag des Volkskommissariats für Verteidigung in Leipzig | 22. Dezember 1945  |
| 180          | Einheitliche Besoldung der Arbeiter und Angestellten bei Behörden und Unternehmen (russisch о проведении единой политики по начислению заработной платы рабочим и служащим Советской зоны оккупации o prowedenii edinoi politiki po natschisleniju sarabotnoi platy rabotschim i sluschaschtschim Sowetskoi sony okkupazii; auch: Durchführung einer einheitlichen Politik auf dem Gebiet der Lohn- und Gehaltszahlungen für Arbeiter und Angestellte bei den Behörden und Unternehmen in der SBZ, auch: Durchführung der einheitlichen Politik auf dem Gebiet der Arbeitsentgeltung von Arbeitern und Angestellten der Betriebe und Dienststellen in der SBZ) | 22. Dezember 1945  |
| ohne         | Transport- und lebenswichtige Betriebe arbeiten ununterbrochen | 23. Dezember 1945  |
| ohne         | Regelung von Lohn und Gehalt der Eisenbahner in der SBZ | 24. Dezember 1945  |
| 0119         | Zusätzliche Überlassung von Kartoffeln für die Spirituosen-Industrie | 25. Dezember 1945  |
| 0120         | Über die Auswahl und Registrierung der der Restitution unterliegenden Güter (russisch о розыске и учете имущества, подлежащего реституции o rosyske i utschete imuschtschestwa, podleschaschtschego restituzii) | 25. Dezember 1945  |
| 181          | Über die zusätzliche Belieferung von Kartoffeln für die Spiritusindustrie, Herstellung und Ausnutzung des Spiritus in der SBZ | 25. Dezember 1945  |
| 0126         | Über den Vollzug der Urteile der Militärgerichte im Teil über die Einziehung von Vermögen verurteilter Deutscher (russisch Об исполнении приговоров Военных трибуналов в части, касающейся конфискации имущества у осужденных немцев Ob ispolnenii prigoworow Wojennych tribunalow w tschasti, kassajuschtscheissja konfiskazii imuschtschestwa u ossuschdennych nemzew) | 28. Dezember 1945  |
| 0128         | Über die Umsetzung des Gesetzes Nr. 10 des Kontrollrates (russisch О проведении в жизнь Закона № 10 Контрольного Совета O prowedenii w schisn Sakona № 10 Kontrolnogo Soweta) | 29. Dezember 1945  |
| 181          | Kontrolle der Nutzung des Bodeneigentums des Magistrats von Berlin | 29. Dezember 1945  |
| 182          | Verkauf von Saatgut aller Gemüsekulturen und Gräser (auch: Verkauf von Sämereien der landwirtschaftlichen Kulturen für die Frühjahrsaussaat 1946) | 29. Dezember 1945  |
| 183          | Bildung eines Gewerkschafts-Einheitskomitees der Mitarbeiter der SMAD | 30. Dezember 1945  |
| 184          | Arbeiten zwecks Unterhaltung der Gräber von Angehörigen der UdSSR und der Vereinten Nationen (auch: Die Instandhaltung von Gräbern der Bürger der Vereinten Nationen durch deutsche Behörden") | 30. Dezember 1945  |
| 185          | „Befehl Nr. 185 wurde nicht herausgegeben“ | 1945               |
| 186          | Entlohnung deutscher Arbeiter und Angestellten bei der SMA an Feiertagen (auch: Bezahlung für Arbeitsleistungen an Feiertagen, an deutsche Arbeiter und Angestellte, die von der SMAD eingestellt worden sind) |                    |
| ohne         | Errichtung eines Schulkinos | 1946               |
| ohne         | Hygienische Maßnahmen in den Lebensmittelfabriken | 1946               |
| ohne         | Wahlordnung für die Landtags- und Kreistagswahlen in der SBZ | 1946               |
| ohne         | Freieinkauf von Gemüse | 1946               |
| 12           | Wiederherstellung der Werften in der SBZ und Reparatur der Flotte 1945-1946 | 1946 (Januar-Juli) |
| 02           | Produktionsaufgabe für die Förderung von Rohbraunkohle und Steinkohle. Herstellung von Briketts und Koks im 1. Quartal 1946. Maßnahmen, die die Erfüllung dieser Produktionsaufgaben sichern. | 1. Januar 1946     |
| 1            | Versorgung mit Lebensmitteln und Industriewaren im 1. Quartal 1946 (auch: Plan der Versorgung mit Lebensmittel und Wirtschaftsgütern im 1. Vierteljahr 1946) | 2. Januar 1946     |
| 3            | Abgabepflicht einer Erklärung aller deutschen juristischen und physischen Personen, die Eigentum, Rechte oder Interessen im Ausland besitzen (auch: Verpflichtung zu Deklarierungen deutscher juristischer oder physischer Personen, die über Eigentum, Rechte oder Interessen im Ausland verfügen) | 5. Januar 1946     |
| 4            | Über den Wiederbeginn der Arbeiten an der Universität der Stadt Berlin | 8. Januar 1946     |
| 5            | Über die Durchführung der Registrierung der Ausrüstungen und Einrichtungen der See- und Flußhäfen in der sowjetischen Okkupationszone Deutschlands (auch: Zählung der Ausstattung und Anlagen in See- und Flußhäfen der SBZ) | 8. Januar 1946     |
| 05           | Handel zwischen den Besatzungszonen Deutschlands (auch: Über den Handel zwischen der Sowjetischen Besatzungszone Deutschlands und den westlichen Zonen Deutschlands) | 8. Januar 1946     |
| 6            | Außerkraftsetzung des nazistischen Gesetzes zur Verhütung erbkranken Nachwuchses vom 14. Juli 1933 und der dazu erlassenen Verfügungen | 8. Januar 1946     |
| ohne         | Entlohnung von Arbeitern und Angestellten | 8. Januar 1946     |
| ohne         | Verkaufsordnung für Samen in landwirtschaftlichen Kulturen für die Frühjahrsaussaat 1946 | 8. Januar 1946     |
| 05           | Über den Handel zwischen der SBZ und den westlichen Zonen Deutschlands | 8. Januar 1946     |
| 7            | Übergabe der Archive und der Bücherei des ehemaligen Deutschen Konjunkturinstitutes an die Statistische Verwaltung in der SBZ | 9. Januar 1946     |
| 8            | Über den Wiederbeginn der Lehrtätigkeit an der Universität der Stadt Halle | 9. Januar 1946     |
| 9            | Der Produktionsplan für Kalisalz und Phosphat-Düngemittel für das 1. Quartal 1946 | 9. Januar 1946     |
| 10           | Einrichtung der Erfassung von Rohhäuten, Rohfellen und Pelzfellen | 11. Januar 1946    |
| 11           | Verstärkung und Ordnung des Fischfangs | 11. Januar 1946    |
| 5            | Einrichtung fliegender Werkstätten zur Verringerung des Bestandes schadhafter Güterwagen | 12. Januar 1946    |
| 12           | Über den Wiederbeginn des Unterrichts an der Universität Leipzig | 15. Januar 1946    |
| 13           | Konfiskation von Waffen und Kriegsgerät | 11. Januar 1946    |
| 07           | Verteilung von flüssigem und hartem Brennstoff im 1. Quartal 1946 (auch: Verteilung von flüssigem und festem Brennstoff für das 1. Vierteljahr 1946, auch: Plan zur Verteilung von flüssigem und festem Brennmaterial für das 1. Quartal 1946) | 11. Januar 1946    |
| 5            | Verringerung des Bestandes von defekten Güterwagen | 12. Januar 1946    |
| ohne         | Wiederbeginn der Lehrtätigkeit an der Universität Berlin und Halle | 13. Januar 1946    |
| 14           | Wiedereinrichtung der Gewerbe- und Handelsbanken (früher Volksbanken) | 15. Januar 1946    |
| 02           | Verteilung von Rohstoffen | 17. Januar 1946    |
| 013          | Erzeugungsauftrag für elektrischen Strom im 1. Quartal 1946 | 17. Januar 1946    |
| 014          | Zum Verfahren zur Durchführung der Richtlinie des Kontrollrates Nr. 24 (Entfernung von Nazis und anderen alliierten Zielen feindlichen Personen aus Institutionen und aus verantwortlichen Stellen) (russisch О порядке выполнения директивы Контрольного совета № 24 (устранение нацистов и других лиц, враждебных союзным целям, из учреждений и с ответственных постов)) | 21. Januar 1946    |
| 5            | Organisation des Interzonenhandels | 22. Januar 1946    |
| 15           | Bestätigung des Budgets des Bundeslandes Thüringen für das 1. Quartal 1946 | 22. Januar 1946    |
| 16           | Bestätigung des Haushaltsvoranschlags der Provinz Mecklenburg Tür das 1. Quartal 1946 | 22. Januar 1946    |
| 17           | Bestätigung des Haushaltsvoranschlags der Provinz Brandenburg für das 1. Quartal 1946 | 22. Januar 1946    |
| 18           | Bestätigung des Haushaltsvoranschlags der Provinz Sachsen für das 1. Quartal 1946 | 22. Januar 1946    |
| 19           | Bestätigung des Haushalts-Voranschlages des Landes Sachsen für das 1. Quartal 1946 | 22. Januar 1946    |
| 20           | Bestätigung der Haushaltspläne der deutschen Verwaltungen für das 1. Quartal 1946 (auch: Bestätigung der deutschen Zentralverwaltungen für das 1. Quartal 1946) | 22. Januar 1946    |
| 21           | Planung und Organisation des Holzeinschlags für das Jahr 1946 | 22. Januar 1946    |
| 22           | Über die Arbeit der Volkshochschulen und die Regelung ihrer Eröffnung auf dem Territorium der sowjetischen Besatzungszone Deutschlands | 22. Januar 1946    |
| 022          | Über die Herstellung von Standardholzwohnhäusern im Jahre 1947 | 24. Januar 1946    |
| 23           | Errichtung von Arbeitsgerichten in der SBZ | 25. Januar 1946    |
| 23           | Gleichberechtigung aller Bürger ohne Unterschied der Rasse, Nationalität und Religion vor dem Gesetz | 25. Januar 1946    |
| 24           | Wirtschaftsplan der Sowjet-Okkupationszone Deutschlands für das 1. Quartal 1946 | 28. Januar 1946    |
| 25           | Bestätigung der polygraphischen Basis des Verlages der SMAD | 29. Januar 1946    |
| 26           | Vereinfachung des bestehenden Entlohnungssystems in der Landwirtschaft und Erhöhung der Arbeitsleistungen | 29. Januar 1946    |
| 27           | Über die Wiederaufnahme des Unterrichts an der Universität Greifswald | 29. Januar 1946    |
| 28           | Über die Wiederaufnahme des Unterrichts an der Universität Rostock | 29. Januar 1946    |
| ohne         | Organisation der Beschaffung von Häuten und Fellen | 30. Januar 1946    |
| ohne         | Zur Eröffnung der deutschen Volkshochschulen | 31. Januar 1946    |
| 38           | Gewährung von Saatgutdarlehen für die Frühjahrsaussaat 1946 an die Neubauernwirtschaften in der Provinz Mecklenburg | 31. Januar 1946    |
| 29           | Reorganisation der deutschen Direktionen der Wasserstraßen sowie Bildung einer Arbeitsgemeinschaft der Schiffahrtsgenossenschaften | 1. Februar 1946    |
| 30           | Demontage der automatischen Telefonstationen in den Städten und Beschlagnahme telefonischer Apparatur in der SBZ | 31. Januar 1946    |
| 34           | Verbesserung der Versorgung für Schwangere und stillende Mütter | 1. Februar 1946    |
| 31           | Ausgabe von zwischenzonalen Passierscheinen | 2. Februar 1946    |
| 32           | Maßnahmen zur Leistungssteigerung der Eisenhüttenwerke in den Städten Thale und Unterwellenborn | 2. Februar 1946    |
| 33           | Bestätigung der polygraphischen Basis des Verlages der SMAD | 2. Februar 1946    |
| 35           | Futterhilfe für Neubauernwirtschaften, Transportunternehmen und Züchtungswirtschaften in Mecklenburg | 2. Februar 1946    |
| 36           | Über die Wiederherstellung der Meliorationsanlagen und die Vorbereitung von Frühjahrsarbeiten auf den entwässerten Gegenden | 2. Februar 1946    |
| ohne         | Wiederbeginn der Lehrtätigkeit an der Universität Rostock und Greifswald | 2. Februar 1946    |
| 40           | Aufhebung einiger Bestimmungen des deutschen Strafrechts | 2. Februar 1946    |
| 39           | Eröffnung des Telegraph- und Telephon-Fernverkehrs zwischen den durch die alliierten Mächte besetzten Zonen Deutschlands | 4. Februar 1946    |
| 41           | Durchführung der technischen Überprüfung der Kraftwagen und Zugmaschinen deutscher Betriebe und Dienststellen, privater Krafttransportfirmen und Einzelpersonen, die ihren Wohnsitz in der SBZ haben | 6. Februar 1946    |
| 42           | Änderung der Pläne betr. Pflichtverkauf von Kartoffeln und Obst in der Provinz Brandenburg | 6. Februar 1946    |
| 43           | Änderung der Pläne betr. Pflichtverkauf von Kartoffeln und Obst für Mecklenburg-Vorpommern | 6. Februar 1946    |
| 44           | Über das Ergebnis der Untersuchung in der Autofabrik „Horch“ in Zwickau | 6. Februar 1946    |
| 45           | Vorschrift zur Planung landwirtschaftlicher Arbeiten und über den Plan der landwirtschaftlichen Arbeiten für das Jahr 1946 und über Maßnahmen zur Vorbereitung der Frühjahrsbestellung. | 6. Februar 1946    |
| 45           | Regelung des Absatzes der Düngemittel, Schaffung einer Düngemittel-Zentrale | 6. Februar 1946    |
| ohne         | Abschluß von Tarifverträgen in der Landwirtschaft der SBZ | 6. Februar 1946    |
| 46           | Vorbeugungsmaßnahmen gegen Erkrankung der deutschen Bevölkerung mit Fleckfieber | 9. Februar 1946    |
| ohne         | Reorganisation der deutschen Wasserstraßendirektion und Errichtung der Arbeitsgemeinschaft Schiffahrtsgesellschaften | 10. Februar 1946   |
| 47           | Zulassung der Postpäckchen-, Pakete und Wertbriefe-Annahme innerhalb der Sowjet-Okkupationszone Deutschlands | 11. Februar 1946   |
| 37           | Bestätigung des Musterstatuts für landwirtschaftliche Genossenschaften | 12. Februar 1946   |
| 48           | Regelung der Entlohnung und Gewährleistung des warmen Essens für deutsche Mitarbeiter des Informationsbüros der SMAD | 12. Februar 1946   |
| 49           | Wiedereröffnung der Lehrtätigkeit der Berufsschulen | 12. Februar 1946   |
| 53           | Einführung einer Ordnung in die Arbeit der Dampfdepots des Eisenbahntransportes | 12. Februar 1946   |
| 54           | Bildung eines Einheitsgewerkschafts-Komitees der Mitarbeiter der Transportverwaltung der SMAD | 12. Februar 1946   |
| 030          | Über die Maßnahmen zur Bekämpfung der Geschlechtskrankheiten | 12. Februar 1946   |
| 50           | Einrichtung von Zementfabriken (auch: Über Lieferungen von Ausrüstungen für die Zementfabriken für Rechnung der Reparationsleistung) | 14. Februar 1946   |
| 51           | Genehmigung zur Demontage von Einrichtungen | 14. Februar 1946   |
| 52           | Ausgabe von langfristigen Darlehen an private und städtische Industrie- und kommunalwirtschaftliche Unternehmungen, die sich mit der Erzeugung… | 14. Februar 1946   |
| 55           | Verbrauchsnormierung der elektrischen Energie | 16. Februar 1946   |
| ohne         | Durchführung technischer Abnahmen von Auto- und Zugmaschinen | 16. Februar 1946   |
| 56           | Einheitliche Arbeitszeitordnung der deutschen Arbeiter und Angestellten (russisch об обеспечении единого порядка работы немецких рабочих и служащих в Советской зоне оккупации Германии ob obespetschenii edinogo porjadka raboty nemezkich rabotschich i sluschaschtschich w Sowetskoi sone okkupazii Germanii; auch: Gewährleistung einer einheitlichen Arbeitsordnung der deutschen Arbeiter und Angestellten in der Sowjetischen Besatzungszone Deutschlands) | 17. Februar 1946   |
| 57           | Über die Bevorschussung von Getreidesaaten und Saatkartoffeln für die Aussaat im Jahre 1946 | 19. Februar 1946   |
| 58           | Wiederherstellung von Saatenzüchtereien und landwirtschaftlichen Kulturen | 19. Februar 1946   |
| 59           | Über die Lieferung von Ersatzteilen für Zementfabriken für Rechnung der Reparationen (auch: Über die Lieferung von Reserveteilen für Zementfabriken auf Reparationskonto) | 19. Februar 1946   |
| 30           | Maßnahmen zur Bekämpfung der Geschlechtskrankheiten | 20. Februar 1946   |
| ohne         | Verbrauchsregelung für Elektroenergie | 21. Februar 1946   |
| 60           | Verstöße der Sächsischen Landesbank gegen Verordnungen der SMAD | 22. Februar 1946   |
| 61           | Feststellung und Erfassung des Eigentums, das von den Deutschen aus dem ehemals besetzt gewesenen Gebiet der UdSSR und der alliierten Nationen gewaltsam abtransportiert und entwendet wurde | 22. Februar 1946   |
| 62           | Kredithilfe für Neubauern | 22. Februar 1946   |
| ohne         | Maßnahmen zur Frühjahrsaussaat | 22. Februar 1946   |
| ohne         | Industrie erhält langfristige Darlehen | 23. Februar 1946   |
| ohne         | Viehzucht wird gefördert | 23. Februar 1946   |
| ohne         | Musterstatut für landwirtschaftliche kooperative Genossenschaften | 24. Februar 1946   |
| 63           | Verstärkung der Preiskontrolle (auch: Verstärkte Kontrolle der Einhaltung der festgesetzten Preise) | 26. Februar 1946   |
| ohne         | Arbeitsordnung in Eisenbahnwerkstätten | 1. März 1946       |
| 64           | Verwertung von Resten nicht fertiggestellter Kriegsproduktion und -ausrüstungen | 2. März 1946       |
| 65           | Die Durchführung einer Inventuraufnahme der Industrierohstoffe in der SBZ | 2. März 1946       |
| 067          | Unaufschiebbare Maßnahmen zur Verbesserung der Arbeit der Unternehmen der Kohlenindustrie der Sowjetischen Besatzungszone Deutschlands | 3. März 1946       |
| 068          | Regelung der Versorgung der Verbraucher der Sowjetischen Besatzungszone Deutschlands mit festen Brennstoffen | 3. März 1946       |
| ohne         | Saatgetreide und Kartoffeln für die Frühjahrsaussaat | 3. März 1946       |
| 060          | Über die Genehmigung von Kostenvoranschlägen für die Gruppe der sowjetischen Besatzungstruppen und den Apparat der SMAD für 1946 (russisch об утверждении смет расходов по Группе советских оккупационных войск и ап¬парату СВАГ на 1946 г.) | 5. März 1946       |
| 68           | Bestätigung der Stellenpläne und der Gehaltsbeträge der deutschen Verwaltungen der SBZ für das Jahr 1946 | 5. März 1946       |
| 67           | Regelung der Ausnutzung der Waren-Materialquellen (auch: Verwertungsordnung der Waren- und Materialvorräte in der SBZ; auch: Über die Verwertung der Waren und Materialbestände in der Sowjetischen Besatzungszone Deutschlands) | 6. März 1946       |
| 064          | Betrifft Wiederinstandsetzung der Anlagen zur Erzeugung von hochwertigem "Oktanbenzin" für Flugzeuge in den Werken "Böhlen" und "Leuna" | 6. März 1946       |
| 71           | Pflichtabgabe der Viehzuchtprodukte und Eier für 1946 | 6. März 1946       |
| 72           | Aussaat und Samenzucht von Zuckerrüben (auch: Über die Maßnahmen für die Durchführung der Aussaat, für die Aufbereitung der Zuckerrübe und der Zuckerrübensaatzucht) | 6. März 1946       |
| 73           | Wiedereröffnung der Leipziger Messe | 6. März 1946       |
| 75           | Instandsetzung der Autostraßen und Brücken (auch: Instandsetzung der Autostraßen und Wiederherstellung der Brücken auf den Straßen in der SBZ) | 7. März 1946       |
| 70           | Über die Fertigung von Eisenbahngüterwagen in den Jahren 1946/1947 | 8. März 1946       |
| 76           | Glückwünsche | 8. März 1946       |
| 74           | Auszahlungen an Kleinsparer aus Bank- und Sparkassenguthaben (auch: Teilweise Freigabe der Sparkonten) | 9. März 1946       |
| 66           | Über die Einziehung der Darlehens- und Hypothekenschulden der geschlossenen deutschen Banken und Sparkassen | 9. März 1946       |
| 69           | Durchführung der Registration der Motorsportflotte | 9. März 1946       |
| 77           | Bestätigung des Haushalts der Provinz Mecklenburg für das Jahr 1946 | 13. März 1946      |
| 78           | Bestätigung des Haushalts der Provinz Brandenburg für das Jahr 1946 | 13. März 1946      |
| 79           | Bestätigung des Haushalts der Provinz Sachsen für das Jahr 1946 | 13. März 1946      |
| 80           | Bestätigung des Haushalts des Landes Sachsen für das Jahr 1946 | 13. März 1946      |
| 81           | Bestätigung das Haushalts des Landes Thüringen für das Jahr 1946 | 13. März 1946      |
| 82           | Bestätigung der Voranschläge der deutschen Zentralverwaltungen in der SBZ für das Jahr 1946 (auch: Über die Bestätigung der Haushaltspläne der Deutschen Verwaltungen der Sowjetischen Besatzungszone Deutschlands für das Jahr 1946) | 13. März 1946      |
| 83           | Über die Ergebnisse der Überprüfung der Nutzung von Liegenschaften des Magistrats der Stadt Berlin auf dem Gebiet der sowjetischen Besatzungszone Deutschlands (russisch о результатах проверки использования земель имений, принадлежащих магистрату г. Берлина на территории Советской зоны оккупации Германии o resultatach prowerki ispolsowanija semel imenij, prinadleschaschtschich magistratu g. Berlina na territorii Sowetskoi sony okkupazii Germanii) | 18. März 1946      |
| 84           | Über die Organisierung einer Autoreifenproduktion in der Sowjetischen Besatzungszone Deutschlands | 18. März 1946      |
| 88           | Zählung und Registrierung der Kinder, deren Eltern Angehörige der Vereinigten Nationen sind, durch deutsche Behörden | 18. März 1946      |
| 89           | Durchführung der Erhaltungsarbeiten an Gräbern von Bürgern der UdSSR und der Vereinten Nationen und die Erfassung der Gräber durch die Militärkommandanten | 18. März 1946      |
| 29           | Festsetzung der Berichterstattung über die Transporte der deutschen Wasserstraßendirektionen | 20. März 1946      |
| 92           | Über Trophäeneigentum, entdeckt in Verstecken während der Besetzung Deutschlands (russisch о трофейном имуществе, обнаруженном в тайниках при оккупации Германии o trofeinom imuschtschestwe, obnaruschennom w tainikach pri okkupazii Germanii) | 21. März 1946      |
| 95           | Umstellung auf Dampfkraft und Abbau der elektrifizierten Eisenbahnstrecken Magdeburg-Halle-Leipzig-Probstzella, Leipzig-Magdeburg und Leipziger Ring | 29. März 1946      |
| 97           | Beschlagnahmtes Vermögen wird an deutsche Verwaltung übergeben (auch: Bildung der Zentralen Deutschen Kommission für Beschlagnahme und Sequestrierung (Enteignung) in der Sowjetischen Besatzungszone Deutschlands) | 29. März 1946      |
| 98           | [Schaffung der Kontrollkommission für die Beschlagnahme und Einziehung unter dem Oberbefehlshaber der SMAD auf Grundlage des Befehls Nr. 139 vom 9. November 1945] | 29. März 1946      |
| 080          | Über die Organisation eines militärtechnischen Büros für die Erforschung und Entwicklung von militärischer Kraftfahrzeugausrüstung in Deutschland (russisch об организации военно-автомобильного технического бюро по изучению и освоению военно-автомобильной техники в Германии ob organisazii wojenno-awtomobilnogo technitscheskogo bjuro po isutscheniju i oswojeniju wojenno-awtomobilnoi techniki w Germanii) | 2. April 1946      |
| 075          | Über die Erzeugungsaufträge bei der Gewinnung von Braun- und Steinkohle, die Erzeugung von Briketts und Koks im 2. Quartal 1946 und über die Maßnahmen zur Sicherung der Erfüllung der Erzeugungsaufträge | 2. April 1946      |
| 100          | Über den Versorgungsplan mit Lebensmittelwaren für das 2. Quartal 1946 | 2. April 1946      |
| 101          | Bestätigung des zusätzlichen Personalbestandes der Abteilung Lebensmittelindustrie der Deutschen Verwaltung für Handel und Versorgung | 2. April 1946      |
| 102          | Demontage der automatischen Abonnenten-Telegraphenstationen in der SBZ Deutschlands | 2. April 1946      |
| 077          | Einrichtung der Umschlagstellen in den Häfen Wismar und Rostock mit Warnemünde | 3. April 1946      |
| 99           | Die Eröffnung des internationalen Postverkehrs Deutschlands mit den anderen Ländern | 3. April 1946      |
| 103          | Übergabe von Schrott, Abfällen, Buntmetallen und Legierungen | 4. April 1946      |
| 104          | Vermögenserklärungen betreffend ausländisches Vermögen (auch: Das Einreichen von Vermögens-, Rechtsdeklarationen und solchen Interessen, deren Gegenstände in Deutschland und vollständig oder zum Teil im Besitze der Bürger ausländischer Staaten sind) | 4. April 1946      |
| 105          | Über Einführung einer sanitären Ordnung in den Lebensmittelbetrieben der Sowjetischen Besatzungszone Deutschlands | 4. April 1946      |
| 106          | Ausfertigung von Ausweisen zum Befahren der Wasserstraßen in der SBZ für Schiffe der CSR, die von der UdSSR und UNRRA gelieferte Frachten ausführen | 5. April 1946      |
| 080          | Über die Organisation eines militärischen technischen Büros für die Erforschung und Entwicklung von militärischer Kraftfahrzeugausrüstung in Deutschland (russisch об организации военно-автомобильного технического бюро по изучению и освоению военно-автомобильной техники в Германии) | 5. April 1946      |
| 107          | Heranziehung der Transport-Speditions-A. G. "DERUTRA" zur Güterspedition (auch: Heranziehung der Transport- und Expeditions-Aktiengesellschaft "Derutra" zur Beförderung von Gütern) | 8. April 1946      |
| 43           | Regelung der Erfassung des Bestandes und Zustandes des Lokparks, dessen Ausnutzung und weitere Überholung | 12. April 1946     |
| 46           | Zählung der Technischen Binnenflotte und Ausgabe der Zeugnisse zur Fahrberechtigung in der SBZ | 12. April 1946     |
| 143          | Regelung der Erfassung des Bestandes und Zustandes des Lokparks der DR, dessen Ausnutzung und Überholung | 12. April 1946     |
| 115          | (Enthält: - Einsatz der auf den Reichsbahnen der sowjetischen Besatzungszone im Umlauf befindlichen Privatzisternenwagen - Reparationslieferung von 2000 km Oberbau - Ausmusterung von Wagen aus dem nicht in Betrieb befindlichen Wagenpark (rollenden) - Lieferung von ReparationskohleÜbersicht der Speditionsunternehmen, an der die DR beteiligt war) | 13. April 1946     |
| 0104         | Organisierung einer telegrafischen Verbindung für die Zwecke des Polizeidienstes der Sowjetischen Besatzungszone Deutschlands | 14. April 1946     |
| 60           | Maßnahmen zur Heranführung der deutschen Flotte aus Stettin | 29. April 1946     |
| 099          | Produktionsaufgaben für die Erzeugung von Elektroenergie im 2. Quartal 1946 | 3. Mai 1946        |
| 139          | Über die Übertragung des Gutes Liebenberg an die SED zur Unterbringung der Parteischule (russisch о передаче поместья Либенберг Социалистической единой партии Германии для размещения партийной школы o peredatsche pomestja Libenberg Sozialistitscheskoi edinoi partii Germanii dlja rasmeschtschenija partijnoi schkoly) | 7. Mai 1946        |
| 102          | Wiederaufnahme der Tätigkeit des Weimarer Konservatoriums | 10. Mai 1946       |
| 0010         | Über die Einrichtung von Prämienzulagen für deutsche Spezialisten, die in wissenschaftlichen Forschungs- und Konstruktionstechnischen Einrichtungen autorisierter Ministerien und Abteilungen der UdSSR und Organisationen des Amtes für das Studium der Errungenschaften von Wissenschaft und Technologie in Deutschland tätig sind (russisch об установлении премиальных надбавок немецким специалистам, работающим в научно-исследовательских и конструкторско-технических учреждениях уполномоченных министерств и ведомств СССР и организациях Управления по изучению достижений науки и техники в Германии ob ustanowlenii premialnych nadbawok nemezkim spezialistam, rabotajuschtschim w nautschno-issledowatelskich i konstruktorsko-technitscheskich utschreschdenijach upolnomotschennych ministerstw i wedomstw SSSR i organisazijach Uprawlenija po isutscheniju dostischeni nauki i techniki w Germanii) | 16. Mai 1946       |
| 63           | Verbesserung der Navigationsbedingungen auf den Binnenwasserstraßen der SBZ | 17. Mai 1946       |
| 154/181      | betreffend Nutzung der auf Grund der Befehle Nr. 124 und Nr. 126 sequestrierten und konfiszierten Güter (auch: Übergabe des konfiszierten und sequestrierten Eigentums an deutsche Selbstverwaltungen) | 21. Mai 1946       |
| 83           | Befehl des Chefs der Verwaltung der Brennstoffindustrie und Elektroenergie der SMAD über die Instandsetzung und Inbetriebnahme der stillliegenden und abmontierten Tagebaue für Braunkohle | 2. Juni 1946       |
| 0126         | Sicherung der rechtzeitigen Lieferung bestellter Schiffe an die UdSSR | 3. Juni 1946       |
| 0132         | Über die Durchführung experimenteller Arbeiten an Tscheremchowo-Kohlen in Deutschland (russisch о проведении опытных работ по Черемховским углям в Германии o prowedenii opytnych rabot po Tscheremchowskim ugljam w Germanii) | 3. Juni 1946       |
| 0134         | Über die Organisation des Technischen Büros des Ministeriums für Kinematographie der UdSSR zur Beherrschung der Errungenschaften der deutschen Technik (russisch Об организации технического бюро Министерства кинематографии СССР по освоению достижений германской техники Ob organisazii technitscheskogo bjuro Ministerstwa kinematografii SSSR po oswojeniju dostischeni germanskoi techniki) | 3. Juni 1946       |
| 167          | Übernahme der 1945 unter Militärverwaltung gestellten Betriebe in sowjetisches Staatseigentum (russisch о переходе в собственность СССР предприятий в Германии в порядке удовлетворения репарационных претензий Советского Союза на основании решений Берлинской конференции 3-х держав o perechode w sobstwennost SSSR predprijati w Germanii w porjadke udowletworenija reparazionnych pretensi Sowetskogo Sojusa na osnowanii rescheni Berlinskoi konferenzii 3-ch derschaw, deutsch ‚Über die Überführung von Unternehmen in Deutschland in das Eigentum der UdSSR zur Befriedigung der Reparationsansprüche der Sowjetunion aufgrund von Beschlüssen der Berliner Konferenz der 3 Siegermächte‘) | 5. Juni 1946       |
| 0144         | Über die Arbeit der Zellulose-Papier-Industrie im 2. Quartal und die Erhöhung der Produktion von Zellulose und Papier im 3. Quartal 1946 | 13. Juni 1946      |
| 0166         | Über die Festlegung der Produktionsaufgaben der Brennstoffindustrie im 3. Quartal 1946 für die Sowjetische Besatzungszone Deutschlands | 1. Juli 1946       |
| 0170         | Zur Organisation der Herstellung von Lactam und der Kunstfaser "Perlon" (russisch Об организации производства лактама и искусственного волокна “перлон” Ob organisazii proiswodstwa laktama i iskusstwennogo wolokna “perlon”) | 1. Juli 1946       |
| 0177         | Über den Wirtschaftsplan der Sowjetischen Besatzungszone im 3. Quartal 1946 | 5. Juli 1946       |
| 0016         | Über die Genehmigung von Besatzungskostenvoranschlägen in deutscher Währung des GSSD, der Verwaltungs- und Wirtschaftsabteilung des Stabes der SMAS, des autorisierten Sonderausschusses beim Ministerrat der UdSSR, der Sonderversammlungsdirektion Nr. 2 des Ministeriums des Schwerindustriebaus, des Zivilen Flughafens in Berlin und des Sondergarde-Luftfahrt-Regiments der SMAD im III. Quartal 1946 (russisch об утверждении смет оккупационных расходов в немецкой валюте ГСОВГ, Административно-хозяйственного управления Штаба СВАГ, уполномоченного Особого ко¬митета при Совете Министров СССР, Особого монтажного управления № 2 Министерства строительства тяжелой индустрии, аэропорта ГВФ в г. Берлине и Отдельного гвардейского авиационного полка СВАГ на III квартал 1946 г.) | 8. Juli 1946       |
| 194          | Über die Erhöhung der Normen der Ernährungsversorgung der Bevölkerung in der Sowjetischen Besatzungszone Deutschlands (russisch об увеличении норм продовольственного снабжения для населения в Советской зоне оккупации Германии ob uwelitschenii norm prodowolstwennogo snabschenija dlja nasselenija w Sowetskoi sone okkupazii Germanii) | 8. Juli 1946       |
| 220          | Versorgung der materiellen und rechtlichen Lage der Lehrer der deutschen Schule | 15. Juli 1946      |
| 0212         | Über die Organisation des deutschen Innenministeriums in der sowjetischen Besatzungszone (russisch об организации немецкого Управления внутренних дел в Советской зоне оккупации ob organisazii nemezkogo Uprawlenija wnutrennich del w Sowetskoi sone okkupazii) | 30. Juli 1946      |
| 0353         | Über die Übertragung der Zivilluftfahrt der Russischen Föderation an das Amt für staatliche Aktiengesellschaften der Sowjetunion und Teilliquidation von Konstruktions- und Technologiebüros in Deutschland (russisch о передаче Управлению по делам советских государственных акционерных обществ и частичной ликвидации конструкторско-технологических бюро в Германии) | 10. August 1946    |
| 126          | Operative Analyse der Arbeit der RBD'en und Schiffahrt | 12. August 1946    |
| 252          | Abschaffung von Passierscheinen für Kraftfahrzeuge innerhalb der und zwischen den Provinzen der SBZ. Einführung von einheitlichen Fahrtausweispapieren für den Kraftverkehr und von Berechtigungsscheinen für die Benutzung von Personenkraftwagen | 17. August 1946    |
| 253          | Gleicher Arbeitslohn für Frauen, Jungarbeiter und Männer für gleiche Leistung (auch: Über gleiche Entlohnung der Frauen, der jugendlichen Arbeiter und der erwachsenen Männer für gleiche Arbeit; russisch О равной оплате труда женщин, молодых рабочих и взрослых мужчин за одинаковую работу O rawnoi oplate truda schenschtschin, molodych rabotschich i wsroslych muschtschin sa odinakowuju rabotu) | 17. August 1946    |
| 272          | Über die Durchführung einer Volkszählung in der sowjetischen Besatzungszone Deutschlands (russisch о проведении переписи населения в Советской зоне оккупации Германии o prowedenii perepissi nasselenija w Sowetskoi sone okkupazii Germanii) | 14. September 1946 |
| 291          | Über die Instandsetzung des Lok- und Wagenparks der Rbd Erfurt für das 3. Vierteljahr 1946 | 1946               |
| 300          | Über die Arbeit des Eisenbahnverkehrs der SBZ im Winter 1946-1947 | 9. Oktober 1946    |
| 0323         | Über die Organisation des Amtes zum Studium der Errungenschaften der Wissenschaft und Technik in Deutschland innerhalb der sowjetischen Militärverwaltung in Deutschland (russisch Об организации в составе Советской военной администрации в Германии Управления по изучению достижений науки и техники Германии Ob organisazii w sostawe Sowetskoi wojennoi administrazii w Germanii Uprawlenija po isutscheniju dostischeni nauki i techniki Germanii) | 17. Oktober 1946   |
| 0343         | Über die Organisation der Militärkommandanturen im Kreis Schwarzenberg (russisch об организации в районе Шварценберг военных комендатур ob organisazii w rajone Schwarzenberg wojennych komendatur) | 22. Oktober 1946   |
| 319          | Hypothekenkredite der Sparkassen | 9. November 1946   |
| 328          | Bezahlung von Transporten für die sowjetische Besatzungsmacht | 27. November 1946  |
| 332          | Preiskontrolle infolge von Preisverstößen deutscher Unternehmungen und Geschäfte | 1946               |
| 337          | Über Preiskontrolle (russisch О контроле цен O kontrole zen) | 9. Dezember 1946   |
| 352          | Maßnahmen zur vorsorglichen Ausrüstung der Brücken und Wasserbauten für den Durchlaß von Hochwasser und Eisgang | 21. Dezember 1946  |
| 361          | Über gesetzliche Feiertage in der Sowjetischen Besatzungszone Deutschlands (russisch о праздничных днях в Советской зоне оккупации Германии o prasdnitschnych dnjach w Sowetskoi sone okkupazii Germanii) | 24. Dezember 1946  |
| 0412         | Über die Liquidation von Nebenbetrieben von Militäreinheiten, Kommandanturen und anderen Organisationen (russisch О ликвидации подсобных хозяйств воинских частей, комендатур и других организаций O likwidazii podsobnych chosjaistw woinskich tschastei, komendatur i drugich organisazi) | 28. Dezember 1946  |
| 2            | Verarbeitung von Kartoffeln der Ernte 1946 | 4. Januar 1947     |
| 3            | Dank an die Mitarbeiter der Berg- und Hüttenverwaltung der SMAD und deren Auszeichnung | 4. Januar 1947     |
| 4            | Über die Organisation der Bereitstellung, Sammlung und industriellen Verwertung von Schrott, Abfällen und Altstoffen | 4. Januar 1947     |
| 5            | Produktionssoll für die Elektroenergieerzeugung im 1. Quartal 1947 | 4. Januar 1947     |
| 6            | Die Inbetriebsetzung des Werkes Zinnhütte in Freiberg/Land Sachsen zur Herstellung von Zinn | 4. Januar 1947     |
| 7            | Über Maßnahmen zur Bekämpfung der Hundetollwut | 4. Januar 1947     |
| 8            | Organisation des Fischfangs in der Sowjetischen Besatzungszone Deutschlands im Jahre 1947 | 8. Januar 1947     |
| 9            | Sondertarife im Güter- und Personenverkehr und Anwendung der Tarife im Interzonenverkehr (auch: Über die ermäßigten Waren- und Personeneisenbahntarife und ihre Anwendung bei der Interzonenbeförderung) | 8. Januar 1947     |
| 10           | Befreiung der Frauen vom Pflichtarbeitseinsatz | 8. Januar 1947     |
| 11           | Berichterstattung der Lebensmittelindustrie | 8. Januar 1947     |
| 12           | Über die Erhöhung der Lebensmittelversorgungsnormen in der Sowjetischen Besatzungszone Deutschlands | 11. Januar 1947    |
| 14           | Maßnahmen zum Aufbau des Vieh- und Geflügelbestandes und über die Pflichtablieferung tierischer Erzeugnisse und Eiern | 14. Januar 1947    |
| 16           | Unterstellung des Hygienemuseums in Dresden und des Institute für Vitaminforschung und Vitaminprüfung in Leipzig der Deutschen Zentralverwaltung für das Gesundheitswesen | 14. Januar 1947    |
| 17           | Über die Bestätigung der Haushalte der Deutschen Zentralverwaltungen in der SBZ für das I. Quartal 1947 (auch: Über die Bestätigung der Budgets der Deutschen Verwaltungen der Sowjetischen Besatzungszone Deutschlands für das 1. Quartal 1947) | 14. Januar 1947    |
| 18           | Bestätigung des Haushalts des Landes Mecklenburg-Vorpommern für das 1. Quartal 1947 | 14. Januar 1947    |
| 19           | Bestätigung des Haushalts der Provinz Mark Brandenburg für das 1. Quartal 1947 | 14. Januar 1947    |
| 20           | Bestätigung des Haushalts der Provinz Sachsen für das 1. Quartal 1947 | 14. Januar 1947    |
| 21           | Bestätigung des Haushalts des Landes Sachsen für das 1. Quartal 1947 | 14. Januar 1947    |
| 22           | Bestätigung des Haushalts des Landes Thüringen für das 1. Quartal 1947 | 14. Januar 1947    |
| 24           | Über Ökonomie und Regulierung des Verbrauchs der Elektroenergie | 17. Januar 1947    |
| 25           | Über die Einrichtung eines Rates für ideologische Fragen des Verlagswesens in der Sowjetischen Besatzungszone Deutschlands | 25. Januar 1947    |
| 28           | Einführung eines einheitlichen Systems und von Maßnahmen zur Verbesserung der Sozialversicherung in der Sowjetischen Besatzungszone Deutschlands | 28. Januar 1947    |
| 030          | [Ergänzung zum Befehl 0412 vom 28. Dezember 1946 über die Liquidation von Nebenbetrieben von Militäreinheiten, Kommandanturen und anderen Organisationen] | 29. Januar 1947    |
| 18           | Verstöße gegen die Regeln des technischen Betriebes und des Signalwesens der Eisenbahnen während der Fahrt der Züge | Februar 1947       |
| 29           | Über die Organisation einer Generalinspektion für Wasserwirtschaft in der SBZ | 7. Februar 1947    |
| 31           | Über die Abgabe von Verbrechensfällen von Angehörigen der deutschen Bevölkerung im Eisenbahn- und Wassertransport in der Sowjetischen Besatzungszone Deutschlands an die deutschen Gerichte | 10. Februar 1947   |
| 33           | Über die Schaffung eines Vorrates von abnehmbarer Militärausrüstung für das Jahr 1947 | 19. Februar 1947   |
| 34           | Die Erlaubnis, einen Kollektivvertrag für Arbeiter des Eisenbahnverkehrs abzuschließen | 19. Februar 1947   |
| 35           | Die Erlaubnis, einen Kollektivvertrag für Arbeiter des Post- und Fernmeldewesens abzuschließen | 19. Februar 1947   |
| 36           | Über die Erfüllung der Provinzial- und Länderhaushalte 1946 der Sowjetischen Besatzungszone Deutschlands | 19. Februar 1947   |
| 37           | Organisation vom Kommissions- und Girobanken der Provinzen (Länder) | 19. Februar 1947   |
| 39           | Verbot der Beschäftigung von Frauen mit schweren und gesundheitsschädlichen Arbeiten | 19. Februar 1947   |
| 40           | Unterhaltung und Ausbesserung der Straßen und Instandsetzung der Brücken über die Autostraßen in der SBZ 1947 | 19. Februar 1947   |
| 41           | Ordnung der Erfüllung und Zusammenstellung der Provinzial- (Länder) Haushalte und der Voranschläge der deutschen Verwaltungen in der Sowjetischen Besatzungszone Deutschlands für das Jahr 1947-1948 | 19. Februar 1947   |
| 42           | Über die Abgabe von Leihsaatgut an die Bauern für die Frühjahrsbestellung 1947 | 22. Februar 1947   |
| 43           | Bestimmung Dr. Karl Steiners zum Vizepräsidenten für Preisfragen bei der Deutschen Zentralfinanzverwaltung | 22. Februar 1947   |
| 44           | Über den Anbauplan für Sommerkulturen im Jahre 1947 | 22. Februar 1947   |
| 065          | Über Maßnahmen zur Stärkung der Arbeit der Abteilung für Erfindungen und Patente im Amt für das Studium der Technik und Naturwissenschaften in Deutschland (russisch о мероприятиях по усилению работы Отдела по изобретениям и патентам в Управлении по изучению достижений науки и техники Германии o meroprijatijach po ussileniju raboty Otdela po isobretenijam i patentam w Uprawlenii po isutscheniju dostischeni nauki i techniki Germanii) | 24. Februar 1947   |
| 45           | Durchführung einer Statistik über die Arbeitsentlohnung der Industriearbeiter in den einzelnen Betrieben | 26. Februar 1947   |
| 47           | Über die Zellstoffproduktion in der Sowjetischen Besatzungszone Deutschlands im Jahre 1947 | 26. Februar 1947   |
| 48           | Maßnahmen zur Ausbildung von Lehrern für die Volks-, Mittel- und Berufsschulen und zur Umschulung von Lehrern und Schulräten in der Sowjetischen Besatzungszone Deutschlands (russisch о подготовке учителей основных, средних и профессиональных школ в Советской зоне оккупации o podgotowke utschitelei osnownych, srednich i professionalnych schkol w Sowetskoi sone okkupazii) | 26. Februar 1947   |
| 69           | Befehl des Leiters der Hauptverwaltung der Sowjetischen Aktiengesellschaften in Deutschland über die Verteilung und Auslieferung der Produktion der sowjetischen Unternehmen | 28. Februar 1947   |
| 37           | Ausfüllung der Lokkolonnen der RBD'en Berlin, Dresden, Greifswald, Schwerin und Halle | 3. März 1947       |
| 55           | Verbesserung der wirtschaftlichen Lage der Mitglieder der Deutschen Akademie der Wissenschaften in Berlin und Ausbildung neuer Lehrkräfte | 5. März 1947       |
| 56           | Verbesserung der materiellen Lage des Lehrkörpers an den Hochschulen in der Sowjetischen Besatzungszone Deutschlands | 13. März 1947      |
| 58           | Anspornung der Mitarbeiter auf dem Gebiete der Erfassungen und der Versorgung | 13. März 1947      |
| 59           | Über die Bewilligung von Futterdarlehen | 13. März 1947      |
| 60           | Über die Pflichtabgabe von Getreide, Speisehülsenfrüchten, Buchweizen, Ölfrüchten, Kartoffeln und Gemüse der Ernte 1947 | 13. März 1947      |
| 61           | Über die Erlaubnis, in Unternehmungen und Institutionen in der Sowjetischen Besatzungszone Deutschlands Kollektivverträge abzuschließen | 14. März 1947      |
| 082          | Über die Organisation der wissenschaftliche-echnischen Abteilung des Ministeriums für den Bau von Militär- und MKriegsmrineu-Anlagen russisch об организации Научно-технического отдела Министерства строительства военных и военно-морских предприятий ob organisazii Nautschno-technitscheskogo otdela Ministerstwa stroitelstwa wojennych i wojenno-morskich predprijati) | 15. März 1947      |
| 087          | Über die Festlegung des Verfahrens zur Ausgabe zusätzlicher Lebensmittelrationen an deutsche Fachkräfte (russisch об установлении порядка выдачи дополнительных продовольственных пайков немецким специалистам ob ustanowlenii porjadka wydatschi dopolnitelnych prodowolstwennych paikow nemezkim spezialistam) | 18. März 1947      |
| 63           | Präzisierung des Planes für Gemüsesamenträger und Samenträger der mehrjährigen Gräser für die Provinz Brandenburg und das föderale Land Thüringen | 19. März 1947      |
| 64           | Über den Plan der Entwicklung der Tierzucht für das Jahr 1947 | 21. März 1947      |
| 65           | Über die Maßnahmen zur Entwicklung der Seidenzucht | 21. März 1947      |
| 66           | Über die Aussaaten und die Bereitstellung von Zuckerrüben | 24. März 1947      |
| 67           | Versorgungsplan mit Nahrungsgütern im 2. Quartal 1947 | 26. März 1947      |
| 68           | Über die Wiederherstellung der während des Eisgangs zerstörten Oderdeiche und die Liquidierung der Überschwemmungsfolgen | 2. April 1947      |
| 72           | Über die Einsetzung einer Kontrolle durch die Deutsche Verwaltung für Handel und Versorgung des rechtzeitigen Verladens und Durchleitens von Transporten mit Export- und Importwaren | 3. April 1947      |
| 73           | Stellenplan Deutsche Verwaltung für Umsiedler | 3. April 1947      |
| 75           | Über die Erhöhung der Gewichte der Postsendungen vom 10 auf 20 kg in der Sowjetischen Besatzungszone Deutschlands | 3. April 1947      |
| 76           | Über den Produktionsauftrag für die Gas- und Koksfabriken der Sowjetischen Besatzungszone Deutschlands für 3 Vierteljahre 1947 | 3. April 1947      |
| 77           | Über die Erhöhung des Personaletats der Gruppe Zellulose- und Papierindustrie bei der Deutschen Zentralverwaltung der Industrie | 9. April 1947      |
| 78           | Ausnutzung der Wasserwege für den Transport von Gütern 1947 (auch: Nutzung des Wassertransportes für die Navigation im Jahre 1947) | 9. April 1947      |
| 79           | Über die Kontrolle der wissenschaftlichen Forschungsarbeit (russisch о контроле над научно-исследовательской работой o kontrole nad nautschno-issledowatelskoi rabotoi) | 9. April 1947      |
| 80           | Vergrößerung der Tiefen und Durchlaßfähigkeit der Seehäfen Wismar, Rostock, Warnemünde, Stralsund und Saßnitz (auch: Maßnahmen zur Vergrößerung der Tiefen- und Durchlasskapazität der Seehäfen Wismar, Rostock, Warnemünde, Stralsund und Saßnitz) | 9. April 1947      |
| 83           | Über die zusätzliche Abgabe von Leihsaatgut an die Bauern für die Frühjahrsbestellung 1947 | 9. April 1947      |
| 84           | Vernichtung der Vorbesatzungspostmarken | 9. April 1947      |
| 84           | Über die Maßnahmen zur Bekämpfung des Colorado-Kartoffelkäfers und über den Produktionsplan von Giftstoffen und Apparaten zur Bekämpfung der Schädlinge und Krankheiten der landwirtschaftlichen Kulturen | 10. April 1947     |
| 85           | Erzeugungssoll in Elektroenergie für das 2. Quartal 1947 | 10. April 1947     |
| 87           | Über die Gesundung und den Betrieb des Lokparkes auf den Eisenbahnen der SBZ | 12. April 1947     |
| 88           | Neugestaltung der Seehäfenleitungen in der Sowjetischen Besatzungszone Deutschlands | 12. April 1947     |
| 89           | Erteilung von provisorischen Ausweisen an Invaliden und über die Ausgabe von temporären Bescheinigungen an Invaliden | 17. April 1947     |
| 90           | Die Tätigkeit der Verlage und Druckereien (russisch о порядке работы издательств и типографий o porjadke raboty isdatelstw i tipografi) | 17. April 1947     |
| 92           | Maßnahmen zur Verbesserung der Sozialfürsorge für die deutsche Bevölkerung in der Sowjetischen Besatzungszone Deutschlands | 22. April 1947     |
| 93           | Über die Direktorate der Kohlenindustrie der Sowjetischen Besatzungszone Deutschlands | 24. April 1947     |
| 27/315       | Aufnahme des Studienbetriebes in der Hochschule für angewandte Kunst, Berlin-Weißensee, ab 15. Mai des laufenden Jahres | 24. April 1947     |
| 94           | Über Hilfeleistung den Wirtschaften der Provinz Brandenburg, die unter der Überschwemmung im Jahre 1947 gelitten haben | 25. April 1947     |
| 97           | Über die Ernennung Georg Handkes als Präsident und Joseph Orlopps als Vizepräsident der Deutschen Verwaltung für Handel und Versorgung | 29. April 1947     |
| 99           | Wiederherstellung des Oderdeiches und Reparatur der Meliorationssysteme des "Oderbruch-Deichverbandes" | 8. Mai 1947        |
| 100          | Über die Bestätigung der Voranschläge der Deutschen Verwaltungen in der Sowjetischen Besatzungszone Deutschlands für das Haushaltsjahr 1947/1948 | 8. Mai 1947        |
| 101          | Bestätigung des ordentlichen und außerordentlichen Haushalts des Landes Mecklenburg für 1947/1948 | 8. Mai 1947        |
| 102          | Bestätigung des ordentlichen und außerordentlichen Haushalts des Landes Mark Brandenburg für 1947/1948 | 8. Mai 1947        |
| 103          | Bestätigung des ordentlichen und außerordentlichen Haushalts des Landes Sachsen-Anhalt für 1947/1948 | 8. Mai 1947        |
| 104          | Bestätigung des ordentlichen und außerordentlichen Haushalts des Landes Sachsen für 1947/1948 | 8. Mai 1947        |
| 105          | Bestätigung des ordentlichen und außerordentlichen Haushalts des Landes Thüringen 1947/1948 | 8. Mai 1947        |
| 106          | Maßnahmen zur Bereitstellung von Stahlschrott | 10. Mai 1947       |
| 23           | Maßnahmen zur Verbesserung der Arbeit in landeseigenen Betrieben der Brennstoffindustrie | 11. Mai 1947       |
| 107          | Über die Arbeit der Fabriken zur Erstbearbeitung von Flachs und Hanf | 12. Mai 1947       |
| 109          | Über die Durchführung der Zählungen der Nutzung der Bodenflächen und des Viehs in der Sowjetischen Besatzungszone Deutschlands | 13. Mai 1947       |
| 110          | Vergrößerung des Personalbestandes der Planungsabteilung der Deutschen Verwaltung der Industrie in der SBZ vom 13. Mai 1947 | 13. Mai 1947       |
| 112          | Über die Gewährung von bezahltem Urlaub an deutsche Arbeiter und Angestellte von Betrieben und Behörden der Sowjetischen Besatzungszone Deutschlands | 13. Mai 1947       |
| 113          | Durchführung der Leipziger Herbstmesse 1947 (russisch о проведении осенней Лейпцигской ярмарки 1947 г. o prowedenii ossennei Leipzigskoi jarmarki 1947 g.) | 14. Mai 1947       |
| 114          | Vorbereitung der Silos und Speicher zur Aufnahme und Aufbewahrung von Getreide und Ölsaaten der Ernte 1947 | 15. Mai 1947       |
| 117          | Die Überwachung der Ausführung von Bauarbeiten in der Sowjetischen Besatzungszone Deutschlands | 16. Mai 1947       |
| 0145         | Über die Schaffung eines Wissenschaftlich-technischen Rates unter der Militärdirektion der SMAD für das Studium von Materialien über die neuesten Errungenschaften der deutschen Militärtechnologie (russisch о создании Научно-технического совета при Военном управлении СВАГ для изучения материалов по новейшим достижениям немецкой военной техники o sosdanii Nautschno-technitscheskogo soweta pri Wojennom uprawlenii SWAG dlja isutschenija materialow po noweischim dostischenijam nemezkoi wojennoi techniki) | 16. Mai 1947       |
| 96           | Befehl des Stellvertretenden Chefs der Verwaltung für Bergbau und metallurgische Industrie: "Die Organisation der Instandsetzung des rollenden Materials der Kohlenbetriebe" | 17. Mai 1947       |
| 119          | Ergänzung und teilweise Abänderung zum Befehl Nr. 88 vom 12. Apr. 1947 über die Umgestaltung der Seehafenleitung in der Sowjetischen Besatzungszone Deutschlands | 19. Mai 1947       |
| 120          | Über die Erfassung von Beeren, Obst, Weintrauben und Nüssen aus der Ernte 1947 | 21. Mai 1947       |
| 121          | Über die Pflichtablieferung von Heu und Stroh der Ernte 1947 und über die Erfassung von Grassamenbereitung | 21. Mai 1947       |
| 122          | Über Tabakerfassung der Ernte 1947 | 21. Mai 1947       |
| 123          | Über die Erfassung von Flachs und Hanf der Ernte 1947 | 21. Mai 1947       |
| 124          | Organisation der deutschen, wissenschaftlichen, medizinischen Gesellschaften (russisch об организации немецких научно-медицинских обществ ob organisazii nemezkich nautschno-medizinskich obschtschestw) | 21. Mai 1947       |
| 125          | Über die Wiederaufnahme der Tätigkeit der Sächsischen Akademie der Wissenschaften in Leipzig | 23. Mai 1947       |
| 126          | Über die Organisation von ständigen Lehrgängen zur Ausbildung von Mitarbeitern der Gruppe für Abrechnung und Kontrolle der Erfassungen von landwirtschaftlichen Produkten | 24. Mai 1947       |
| 129          | Über Maßnahmen zur Sicherung der Zuckererzeugung in der Zucker-Kampagne 1947/1948 | 28. Mai 1947       |
| 130          | Über die Regelung der Versorgung der Betriebe der Lebensmittelindustrie mit zurückzugebenden Verpackungsmitteln | 28. Mai 1947       |
| 131          | Über die Versorgung der Seifenindustrie mit Rohstoffen | 28. Mai 1947       |
| 132          | Zusätzliche Maßnahmen zur Vergrößerung von Brennstoffbeständen im 3. und 4. Quartal 1947 | 29. Mai 1947       |
| 133          | Über die Nichteinhaltung des Befehls Nr. 79 vom 9. April 1947 über die Kontrolle der wissenschaftlichen Forschungsarbeit (russisch о невыполнении приказа № 79 от 9 апреля 1947 г. по контролю над научно-исследовательской работой o newypolnenii prikasa № 79 ot 9 aprelja 1947 g. po kontrolju nad nautschno-issledowatelskoi rabotoi) | 29. Mai 1947       |
| 134          | Erweiterung der Stellenplanes der Deutschen Verwaltung für Arbeit und Sozialfürsorge | 31. Mai 1947       |
| 135          | Über die Vorbereitung und Durchführung der Ernte 1947 und über Maßnahmen zur Sicherstellung von Sorten-Samen für die Sowjetische Besatzungszone Deutschlands | 3. Juni 1947       |
| 136          | Über das Verbot der Tätigkeit der Detektivbüros und Agenturen in der Sowjetische Besatzungszone Deutschlands (russisch о запрещении деятельности детективных бюро и агентств в Советской зоне оккупации o sapreschtschenii dejatelnosti detektiwnych bjuro i agentstw w Sowetskoi sone okkupazii) | 3. Juni 1947       |
| 138          | Weitere Entwicklung der Wirtschaft in der Sowjetischen Besatzungszone Deutschlands und Billigung der Vereinbarung vom 10. Feb. 1947 zwischen 5 Zentralverwaltungen und den Landes- und Provinzialregierungen (auch: Über die Genehmigung der Vereinbarung über die Gründung einer ständigen Wirtschaftskommission) | 4. Juni 1947       |
| 141          | Bestätigung des Stellenplanes der Deutschen Verwaltung für das Post- und Fernmeldewesen der Sowjetischen Besatzungszone Deutschlands für das Jahr 1947/1948 | 6. Juni 1947       |
| 142          | Die Wiedererrichtung der Brikettfabriken „Anna-Mathilde“ und „Lauchhammer“ | 6. Juni 1947       |
| 143          | Statut des Zonen-Kontors für die Beschaffung und den Absatz von Schwarzmetallschrott | 6. Juni 1947       |
| 149          | Bestätigung des Ausbeute-Normen für Fleisch, Fett und Fleischerzeugnisse | 12. Juni 1947      |
| 151          | Eröffnung von Lehrerausbildungskursen für die Berufsschulen in der Sowjetischen Besatzungszone Deutschlands | 13. Juni 1947      |
| 153          | Über den Plan der Versorgung mit Nahrungsgütern, Seife, Waschpulver, Streichhölzern und Tabakerzeugnissen im 3. Quartal 1947 | 17. Juni 1947      |
| 158          | Versorgungsplan für das 3. Vierteljahr 1947 mit Lebensmitteln, Seife, Waschpulver, Streichhölzern und Tabakwaren | 17. Juni 1947      |
| 155          | Umregistrierung und Ausgabe von Zulassungsscheinen für die Schiffe der Binnenschiffahrtsflotte (auch: Über Durchführung einer Neuerfassung und Herausgabe von Bescheinigungen zur Berechtigung für Schifffahrt der Flußflotte auf den Innengewässern der Sowjetischen Besatzungszone Deutschlands) | 19. Juni 1947      |
| 156          | Überführung der Jugendämter in die Organe für Volksbildung | 20. Juni 1947      |
| 0190         | Über die Umstrukturierung der Filiale der Wissenschaftlich-Technischen Abteilung des Ministeriums für Schiffbauindustrie in das «Büro Antipin» (russisch о реорганизации филиала Научно-технического отдела Министерства судостроительной промышленности в «Бюро Антипина» o reorganisazii filiala Nautschno-technitscheskogo otdela Ministerstwa sudostroitelnoi promyschlennosti w «Bjuro Antipina») | 18. Juni 1947      |
| 157          | Über das Verfahren zur Überprüfung und Genehmigung von Struktur, Personalstellen und Lohnfonds der Gemeinden und der aus den Haushalten der Provinzen, Länder und Kreise finanzierten Institutionen (russisch О порядке рассмотрения и утверждения структуры, штатов и фондов зарплаты самоуправлений и учреждений, финансируемых из бюджетов провинций, федеральных земель и районов O porjadke rassmotrenija i utwerschdenija struktury, schtatow i fondow sarplaty samouprawleni i utschreschdenij, finansirujemych is bjudschetow prowinzij, federalnych semel i rajonow; auch: Über die Ordnung der Durchsicht und Bestätigung der Struktur, der Etats und Gehälter-Fonds von Selbstverwaltungen und Institutionen, die aus den Haushalten der Provinzen, Länder, Städte, Bezirke und Kreise | 23. Juni 1947      |
| 159          | Prüfung des Arbeitslohnes | 27. Juni 1947      |
| 160          | Überführung des Kohlendirektorats der Provinz Sachsen nach Merseburg | 27. Juni 1947      |
| 161          | Übergabe des medizinisch-biologischen Instituts Berlin-Buch durch die SMA in Deutschland an die Deutsche Akademie der Wissenschaften | 27. Juni 1947      |
| 164          | Über die Billigung der Vereinbarung zwischen der Deutschen Verwaltung für Land- und Forstwirtschaft und den Regierungen der Länder und Provinzen über die Zusammenarbeit | 27. Juni 1947      |
| 162          | Über den Plan der landwirtschaftlichen Arbeiten für die Ernte des Jahres 1948 | 30. Juni 1947      |
| 163          | Über die Verbesserung der Arbeit der Mühlen- und Brotbackindustrie | 30. Juni 1947      |
| 167          | Über die Ernennung Ernst Busses zum Vizepräsidenten der Deutschen Verwaltung für Land- und Forstwirtschaft | 3. Juli 1947       |
| 166          | Über die Enteignung des Kino-Studios "UFA" und Überführung anderer Unternehmen in Eigentum der UdSSR | 4. Juli 1947       |
| 169          | Über die Prämierung der Mitarbeiter deutscher Selbstverwaltungsorgane für die Erfüllung des Frühjahrsbestellungsplanes | 7. Juli 1947       |
| 170          | Durchführung des 2. Lehrerkongresses in der Sowjetischen Besatzungszone (russisch о проведении 2-го учительского съезда Советской зоны оккупации o prowedenii 2-go utschitelskogo sesda Sowetskoi sony okkupazii) | 7. Juli 1947       |
| 172          | Organisation einer zonalen Leistungsschau künstlerischer Liebhaber-Tätigkeit in Berlin | 8. Juli 1947       |
| 173          | Wiederherstellung und Reorganisation der Administrativgerichte | 8. Juli 1947       |
| 176          | Maßnahmen zur Vergrößerung des Warenumschlages in den Häfen Wismar, Rostock, Warnemünde und Stralsund | 10. Juli 1947      |
| 0229         | Über die wissenschaftlich-technischen Abteilungen und Büros der Ministerien und Ämter der UdSSR in Deutschland (russisch о научно-технических отделах и бюро министерств и ведомств СССР в Германии o nautschno-technitscheskich otdelach i bjuro ministerstw i wedomstw SSSR w Germanii) | 10. Juli 1947      |
| 0233         | Über die Verstärkung der Bekämpfung von Kriminalität, Notfällen und sittenwidrigen Erscheinungen in Truppenteilen, Einrichtungen und Militärkommandanturen der SMAD (russisch об усилении борьбы с преступностью, чрезвычайными происшествиями и аморальными явлениями в частях, учреждениях и военных комендатурах СВАГ ob ussilenii borby s prestupnostju, tschreswytschainymi proisschestwijami i amoralnymi jawlenijami w tschastjach, utschreschdenijach i wojennych komendaturach SWAG) | 14. Juli 1947      |
| 177          | Bestätigung der Struktur und des Etats der Deutschen Verwaltung für Interzonen- und Außenhandel in der Sowjetischen Besatzungszone Deutschlands | 14. Juli 1947      |
| 178          | Anweisung einer einmaligen Hilfe an deutsche Kriegsgefangene, die aus der UdSSR zurückkehren | 16. Juli 1947      |
| 180          | Auflösung des Staates Preußen und Umwandlung der Provinzen in Länder | 21. Juli 1947      |
| 186          | Produktionsaufgabe über die Erzeugung von Elektroenergie im 3. Quartal 1947 | 28. Juli 1947      |
| 188          | Schätzung der deutschen Unternehmen, die auf Konto einer teilweisen Kompensierung der Reparationszahlungen Deutschlands beschlagnahmt und in das Eigentum der UdSSR übergegangen sind | 30. Juli 1947      |
| 0255         | Über die Verletzung der Weisung des Hauptquartiers der SMAD Nr. 10/0244 vom 7. Juni 1947 zur Beschränkung und Entmilitarisierung von Sportorganisationen (russisch о нарушении директивы Штаба СВАГ № 10/0244 от 7 июня 1947 г. об ограничении и демилитаризации спортивных организаций o naruschenii direktiwy Schtaba SWAG № 10/0244 ot 7 ijunja 1947 g.ob ogranitschenii i demilitarisazii sportiwnych organisazi) | 30. Juli 1947      |
| 0260         | Über die Straffung der Beschlagnahme konfiszierten Eigentums von verurteilten Deutschen durch die Urteile von Militärgerichten (russisch Об упорядочении изъятия конфискованного имущества у осужденных немцев по приговорам военных трибуналов Ob uporjadotschenii isjatija konfiskowannogo imuschtschestwa u ossuschdennych nemzew po prigoworam wojennych tribunalow) | 2. August 1947     |
| 2            | Übergabe der Kolonnenloks an den Betriebspark der RBD'en in der SBZ | August 1947        |
| 193          | Die Erhöhung der Schülerzahl und die Verlängerung der Lehrzeit auf den juristischer Lehrgängen in der Sowjetischen Besatzungszone Deutschlands | 6. August 1947     |
| 210          | Erhöhung der Tarife für den Transport von Gütern und für das Schleppen auf den inneren Wasserstraßen der Sowjetischen Besatzungszone Deutschlands | 10. August 1947    |
| 197          | Verbesserung der Lebensmittelversorgung der Studenten der Hochschulen und der Zuhörer der Vorbereitungskurse für die Hochschulen | 11. August 1947    |
| 198          | Ingangsetzung der Hydrolyse-Abteilung beim Werk "Dessauer Zuckerraffinerie" | 13. August 1947    |
| 201          | Über die Anwendung der Direktiven Nr. 24 und Nr. 38 des Kontrollrats über die Entnazifizierung | 16. August 1947    |
| 204          | Nichtzulassung von ehemaligen Mitgliedern der Nazipartei oder ihrer Gliederungen zur Tätigkeit als Richter oder Staatsanwalt | 23. August 1947    |
| 0302         | Zu den Mängeln in den Aufzeichnungen über repatriierte sowjetische Staatsbürger, die in militärischen Einheiten und der SMAD in Deutschland beschäftigt sind, und zur Erfassung von allein lebenden sowjetischen Staatsbürgern in der sowjetischen Besatzungszone in Deutschland (russisch О недостатках в учете репатриированных советских граждан, состоящих на работе в воинских частях и СВА в Германии, и сборе советских граждан-одиночек, проживающих на территории Советской зоны оккупации Германии) | 27. August 1947    |
| 206          | Über des Musterstatut einer Fischwirtschafts-Genossenschaft | 29. August 1947    |
| 173          | Organisation einer Kontrollkommission zwecks Überprüfung des nicht arbeitenden Güterwagenparks | 5. September 1947  |
| 0313         | Schmelzung von Kupfer und seiner Legierungen in der Sowjetischen Besatzungszone Deutschlands für das 4. Quartal 1947/1948 | 9. September 1947  |
| 209          | Schaffung von Neubauernhöfen und Beseitigung deutscher Adelssitze (auch: Maßnahmen zur wirtschaftlichen Einrichtung der Neubauernwirtschaften) | 9. September 1947  |
| 211          | Bestätigung der Stellenpläne und Besoldungssummen deutscher Verwaltungen in der Sowjetischen Besatzungszone Deutschlands für das Jahr 1947/1948 | 11. September 1947 |
| 0318         | Über die Verstärkung der Kriminalitätsbekämpfung in der sowjetischen Besatzungszone (russisch об усилении борьбы с преступностью в Советской зоне оккупации ob ussilenii borby s prestupnostju w Sowetskoi sone okkupazii) | 12. September 1947 |
| 212          | Einrichtung eines Sanitäts-Quarantänedienstes und der Verstärkung der Sanitätswache in den Seehäfen der Sowjetischen Besatzungszone Deutschlands | 15. September 1947 |
| 213          | Organisation der Kontrolle über Herstellung, Aufbewahrung, Verausgabung und Handel mit Betäubungsmitteln in der Sowjetischen Besatzungszone Deutschlands | 15. September 1947 |
| 214          | Versorgung des Personalbestandes der Verwaltungen der Kommandanturen mit poliklinischer Hilfe | 15. September 1947 |
| 217          | Über den Plan der Versorgung im 4. Quartal 1947 mit Nahrungsgütern, Seife, Waschpulver, Streichhölzern und Tabakerzeugnissen | 16. September 1947 |
| 215          | Abänderung der Anlage zu dem am 10. Dez. 1946 vom Obersten Chef der SMAD erlassenen Befehl Nr. 338 bezüglich Regulierung der Preise für Autoreparaturen | 18. September 1947 |
| 216          | Änderung der Anlage zum Befehl Nr. 338 des Obersten Chefs der SMAD vom 10. Dez. 1946 "Über die Regulierung der Preise für die Ausbesserung von Kraftwagen" | 18. September 1947 |
| 0328         | Über das Verbot für Mitarbeiter deutscher Dienststellen, ohne Wissen der SMAD Geschäftskontakte mit Vertretern ausländischer Staaten zu unterhalten (russisch о запрещении сотрудникам немецких управлений осуществлять деловые контакты с представителями иностранных государств без ведома СВАГ o sapreschtschenii sotrudnikam nemezkich uprawleni ossuschtschestwljat delowyje kontakty s predstawiteljami inostrannych gossudarstw bes wedoma SWAG) | 19. September 1947 |
| 0333         | Über die Explosion von Artilleriemunition im Arsenal „Mellenthin“ (russisch о взрыве артбоеприпасов в арсенале «Меллентин» o wsrywe artbojepripassow w arsenale «Mellentin») | 24. September 1947 |
| 218          | Maßnahmen zur Sicherung der rechtzeitigen Aberntung und des Abtransportes von Zuckerrüben der Ernte 1947 | 26. September 1947 |
| 219          | Bestätigung des Planes der Pflichtablieferung von Fleisch, Milch, Eiern und Wolle im Jahre 1947 | 26. September 1947 |
| 224          | Bestrafung wegen Verlust und Durchbringen von Waffen | 30. September 1947 |
| 226          | Übergabe der Schiffahrtsreparaturwerkstatt in Oderberg, ehem. Eigentümer "Die Frachtschiffahrt Erik Seyd" Berlin und das Trockendock, die Schiffswerft und die Werkstatt in Fürstenwalde/O. ehem. Eigentümer... | 3. Oktober 1947    |
| 227          | Regelung der Arbeit zur Nachforschung nach Bürgern der Vereinten Nationen, die auf dem Territorium Deutschland vermißt sind | 7. Oktober 1947    |
| 229          | Über die Festsetzung des Kleinverkaufspreises für Branntwein mit einer Stärke von 40 % von 60.- auf 100.- Mark je Liter | 8. Oktober 1947    |
| 230          | Ausbildung von Lehrern für landwirtschaftliche Berufsschulen in der Sowjetischen Besatzungszone Deutschlands | 9. Oktober 1947    |
| 231          | Maßnahmen zur Ausbildung und Umschulung von Lehrern für die deutsche Grundschule und Umschulung von Dozenten für die Lehrerkurse in der Sowjetischen Besatzungszone Deutschlands | 9. Oktober 1947    |
| 232          | Durchführung der Neuregistrierung des deutschen Kraftfahrzeugparks in der Sowjetischen Besatzungszone Deutschlands | 9. Oktober 1947    |
| 233          | Maßnahmen zur Steigerung des Fischertrags | 9. Oktober 1947    |
| 234          | Maßnahmen zur Steigerung der Arbeitsproduktivität und zur weiteren Verbesserung der materiellen Lage der Arbeiter und Angestellten in der Industrie und im Verkehrswesen | 9. Oktober 1947    |
| 235          | Über den Plan der Versorgung der Landwirtschaft der Sowjetischen Besatzungszone Deutschlands mit Mineraldünger im 1. Halbjahr 1948 | 9. Oktober 1947    |
| 239          | Einrichtung von Zollbehörden an der Grenze zwischen der sowjetischen Besatzungszone und Polen, der Tschechoslowakei und der Ostsee | 14. Oktober 1947   |
| 241          | Einmalige Hilfe an deutsche Kriegsgefangene, die aus Jugoslawien, Polen und der Tschechoslowakei zurückkehren | 17. Oktober 1947   |
| 242          | Über die Wiederherstellung der Zinngruben und Aufbereitungswerke für die Produktion von Zinnkonzentraten | 17. Oktober 1947   |
| 243          | Über die Genehmigung der Gründung von Landes- und zwischenkreislichen Verbänden der Fischwirtschaftsgenossenschaften | 18. Oktober 1947   |
| 247          | Gründung einer Gesellschaft zur Versorgung der Schulen mit Lehr- und Anschauungsmaterial bei der Deutschen Verwaltung für Volksbildung | 28. Oktober 1947   |
| 193          | Verbesserte Auswertung der Lokparks und Qualitätssteigerung der Lokausbesserung in den Bw'en für 1947-1948 | 31. Oktober 1947   |
| 248          | Unterhaltung der Autostraßen im Winter 1947-1948 | 1. November 1947   |
| 249          | Prägung von Kleingeld nach altem Muster | 3. November 1947   |
| 252          | Über Maßnahmen zur Vorbereitung der Brücken, Wasserbauten und wasserwirtschaftlichen Anlagen für den Durchlass von Hochwasser und Eisgang im Jahre 1947/1948 | 11. November 1947  |
| 253          | Förderung der Arbeiter der Finanzorgane | 11. November 1947  |
| 254          | Vereinigung der antifaschistischen Frauenausschüsse in der Sowjetischen Besatzungszone Deutschlands mit dem demokratischen Frauenbund | 11. November 1947  |
| 259          | Übergabe der Autostraßenbrücken in die Regie der Landesregierungen | 24. November 1947  |
| 261          | Abhaltung der Leipziger Frühjahrsmesse 1948 | 26. November 1947  |
| 262          | Schaffung einer Deutschen Verwaltungsakademie in der Sowjetischen Besatzungszone Deutschlands | 28. November 1947  |
| 263          | Über die Bestätigung des Komitees für Technik in der Landwirtschaft (Kuratorium) bei der Deutschen Verwaltung für Land- und Forstwirtschaft | 28. November 1947  |
| 264          | Prüfung der Arbeiten der Finanz- und Kreditinstitute des Landes Sachsen | 28. November 1947  |
| 265          | Über Erschließung und Besiedelung des Brachlandes im Bereich des Oderbruchs | 4. Dezember 1947   |
| 266          | Holzeinschlags- und Abfahrplan, Aufbringung vor Gerbrinde und Harz für 1948 | 4. Dezember 1947   |
| 267          | Über die Verstärkung der Kontrolle der Einhaltung der festgesetzten Preise für Industriewaren und Lebensmittel | 4. Dezember 1947   |
| 268          | Über die Durchführung der Arbeiten zur Vernichtung der deutschen Kriegstrophäenindustrie und der Munitionsvorräte im Jahre 1948 | 10. Dezember 1947  |
| 269          | Über die Durchführung der Arbeiten zur Vernichtung der deutschen Kriegstrophäenindustrie und der Munitionsvorräte im Jahre 1948 | 10. Dezember 1947  |
| 270          | Über die Organisierung der Sammlung von Altgummi und seine Verarbeitung in Gummigenerat | 10. Dezember 1947  |
| 272          | Errichtung von Ambulanzen und Polikliniken zur Sicherstellung der ärztlichen Versorgung der deutschen Bevölkerung in der Sowjetischen Besatzungszone Deutschlands | 11. Dezember 1947  |
| 273          | Bekämpfung der Geschlechtskrankheiten unter der deutschen Bevölkerung in der Sowjetischen Besatzungszone Deutschlands | 11. Dezember 1947  |
| 274          | Prüfung der Arbeiten der Finanz- und Kreditinstitute des Landes Mecklenburg | 11. Dezember 1947  |
| 224          | Organisation der Registrierung, Aufbewahrung und des Verbrauchs an Brennstoffen der DR in der SBZ | 13. Dezember 1947  |
| 275          | Tätigkeitszulassung für die Deutsche Forschungsanstalt für Schifffahrt, Gewässer- und Bodenkunde bei der Generaldirektion Schifffahrt in der Sowjetischen Besatzungszone Deutschlands | 15. Dezember 1947  |
| 276          | Über die Vorlage von Deklarationen seitens deutscher Organisationen betr. Einrichtung, Eigentum und Kultur- und Kunstwertgegenstände, die irgendwie aus den vorübergehend von der UdSSR und den alliie... | 16. Dezember 1947  |
| 277          | Regulierung der Arbeitszeit über die Weihnachtsfeiertage | 17. Dezember 1947  |
| 278          | Über den Plan der Versorgung im 1. Quartal 1948 mit Nahrungsgütern, Seife, Waschpulver, Streichhölzern und Tabakerzeugnissen | 22. Dezember 1947  |
| 281          | Wiederaufnahme des Braunkohlenbetriebes "Werminghof" in Sachsen | 26. Dezember 1947  |
| 282          | Laufende Industrieberichterstattung in der Sowjetischen Besatzungszone Deutschlands | 26. Dezember 1947  |
| 286          | Die Errichtung einer Abteilung zur Oxydation von Paraffin am "Deutschen Hydrierwerk" in Rodleben | 29. Dezember 1947  |
| 287          | Verbesserung der Arbeit der Unternehmen für geschlemmtes Kaolin | 30. Dezember 1947  |
| 288          | Über die Verstärkung der eigenen Reparatur- und Fabrikationsbasis in der Kohlenindustrie | 31. Dezember 1947  |
| ohne         | Über die Bildung eines deutschen Konsultierenden Sowjets in Berlin (russisch Об образовании германского Консультативного совета в Берлине Ob obrasowanii germanskogo Konsultatiwnogo soweta w Berline) | Dezember 1947      |
| 1            | Über die Organisation des Sammelns und des Verbrauchs von technischen Fetten und Fettsäuren | 2. Januar 1948     |
| 5            | Erweiterung des Netzes der Volkshochschulen in der Sowjetischen Besatzungszone Deutschlands | 13. Januar 1948    |
| 6            | Schaffung einer Koordinierungsstelle für die Länder der Sowjetischen Besatzungszone in der Abteilung für Kunst und Volksbildung der Deutschen Verwaltung für Volksbildung | 16. Januar 1948    |
| 022          | Über die Erlaubnis des Ministeriums für Baustoffe der UdSSR, die experimentelle Produktion von Feuerfestmaterialien in einem Werk in Rietschen (Sachsen) zu organisieren (russisch О разрешении Министерству стройматериалов СССР организовать экспериментальное производство огнеупоров на заводе в г. Ритчен (Саксония) O rasreschenii Ministerstwu stroimaterialow SSSR organisowat eksperimentalnoje proiswodstwo ogneuporow na sawode w g. Rietschen (Saksonija)) | 26. Januar 1948    |
| 9            | Die Prämierung von Arbeitern und ingenieurtechnischen Arbeitern in Betrieben der Kohlenindustrie | 27. Januar 1948    |
| 10           | Prämierung von Arbeitern und ingenieurtechnischen Arbeitern der Elektrischen Stationen der Sowjetischen Besatzungszone Deutschlands | 27. Januar 1948    |
| 11           | Auszahlung einer einmaligen Unterstützung auf Lebensversicherungen (auch: Über die Auszahlung einer einmaligen Unterstützung bei Lebensversicherungen) | 29. Januar 1948    |
| 12           | Realisierung der Kontingente der Verwaltung für Außenhandel der SMA in Deutschland | 29. Januar 1948    |
| 13           | Über die Aufstellung der Haushalte der Länder, eines Planes für langfristige Kreditgewährung sowie der Voranschläge der Deutschen Verwaltungen in der SBZ 1948-1949 (auch: Über die Aufstellung der Budgets der Länder, eines Plans langfristiger Kreditierung und von Kostenanschlägen der deutschen Verwaltung der Sowjetischen Besatzungszone Deutschlands für 1949) | 29. Januar 1948    |
| 14           | Verbesserung der Arbeit der Industrie feuerfester Erzeugnisse im Jahre 1948 | 2. Februar 1948    |
| 15           | Über die Steigerung der Zementerzeugnisse im Jahre 1948 | 2. Februar 1948    |
| 17           | Über die Organisation des Fischfangs im Jahre 1948 in der SBZ | 2. Februar 1948    |
| 18           | Über die Erfassung von Tierhaltungs-Rohstoffen und Fellen | 3. Februar 1948    |
| 20           | Über die Erklärung des 18. März 1948 auf dem Territorium der Sowjetischen Besatzungszone Deutschlands zum Feiertag | 3. Februar 1948    |
| 20           | über Arbeitsrechenschaftsbericht und Transportleistung der SBZ | 4. Februar 1948    |
| 22           | Bestätigung Wilhelm Bosses als Vizepräsident der Deutschen Zentralfinanzverwaltung, verantwortlich für das Bankwesen | 6. Februar 1948    |
| 23           | Über die Regelung des Aufbaus, des Personalbestandes und der Besoldungssätze der deutschen Verwaltungen der Sowjetischen Besatzungszone Deutschlands | 6. Februar 1948    |
| 032          | Über die Ankündigung der Personalbesetzung der Wissenschaftlich-technischen Abteilung und des Experimentellen Forschungslabors für Motorenbau des Ministeriums für Schwermaschinenbau in Deutschland (russisch об объявлении штатов Научно-технического отдела и экспериментально-исследовательской лаборатории двигателестроения Министерства тяжелого машиностроения в Германии ob objawlenii schtatow Nautschno-technitscheskogo otdela i eksperimentalno-issledowatelskoi laboratorii dwigatelestrojenija Ministerstwa tjaschelogo maschinostrojenija w Germanii) | 6. Februar 1948    |
| 28           | Über die Entwicklung der Tierzucht und Geflügelzucht und über die Pflichtablieferung von Produkten aus der Tierzucht und von Eiern im Jahre 1948 | 7. Februar 1948    |
| 29           | Die Organisation der Erweiterung der Reifenfabrikation in der Sowjetischen Besatzungszone Deutschlands | 9. Februar 1948    |
| 30           | Über das Anspornen und Prämieren von Mitarbeitern der Deutschen Verwaltung für Handel Versorgung und der Abteilung der Sowjetischen Aktiengesellschaften "Gasolin" | 10. Februar 1948   |
| 31           | Über die Aussaat und Erfassung von Zuckerrüben und über Maßnahmen zur Saatgut-Erzeugung für Zucker- und Futterrüben | 12. Februar 1948   |
| 32           | Zusammensetzung und Vollmachten der Deutschen Wirtschaftskommission | 12. Februar 1948   |
| 34           | Zentralisierte Leitung der Arbeiten im Sammeln und Realisieren des Schrotts und der Buntmetallabfälle | 19. Februar 1948   |
| 35           | Auflösung der Entnazifizierungskommission in der Sowjetische Besatzungszone Deutschlands | 26. Februar 1948   |
| 40           | Über die Ordnung der Lieferungen aus der Sowjetischen Besatzungszone Deutschlands für das Jahr 1948 an die Gruppe der sowjetischen Streitkräfte in Deutschland | 13. März 1948      |
| 41           | Über die Abschreibung der Rückstände aus der Pflichtablieferung, Rückgabe des Leih-Getreidesaatgutes sowie des Saatgutes von Ölkulturen, Kartoffeln und Gemüse aus der Ernte 1947 | 13. März 1948      |
| 43           | Über die Amnestie anläßlich des 100. Jahrestages der Revolution von 1848 in der Sowjetischen Besatzungszone Deutschlands | 18. März 1948      |
| 44           | Erhöhung der Sozialrenten und Vermehrung von Erholungsheimen und Sanatorien | 18. März 1948      |
| 45           | Eröffnung einer pädagogischen und wissenschaftlichen Hochschule in Potsdam | 19. März 1948      |
| 46           | Genehmigung des Statuts der Deutschen Verwaltungsakademie, des leitenden Personals der Akademie, des Stellenplans und des Haushalts für das 4. Quartal 1948 | 22. März 1948      |
| 47           | Über den Plan der Versorgung im 2. Quartal 1948 mit Nahrungsgütern, Seife, Waschpulver, Streichhölzern und Tabakerzeugnissen | 24. März 1948      |
| 095          | Über die Unterstützung von Glawgastoprom unter dem Ministerrat der UdSSR bei der Durchführung Pilotarbeiten im Werk «Leuna »in Deutschland (russisch об оказании Главгазтоппрому при Совете Министров СССР помощи в проведении опытных работ на заводе «Лейна» в Германии ob okasanii Glawgastoppromu pri Sowete Ministrow SSSR pomoschtschi w prowedeniiopytnych rabot na sawode «Leuna» w Germanii) | 24. März 1948      |
| 50           | Über die Bestätigung des Planes der Pflichtablieferung und der Rückerstattung von Darlehen an Getreide, Ölsaaten, Kartoffeln und Gemüse der Ernte des Jahres 1947 | 3. April 1948      |
| 52           | Förderung und Prämierung von Mitarbeitern der deutschen Verwaltungen und Landesregierungen | 5. April 1948      |
| 54           | Übergabe von 6 Werken an die Deutsche Verwaltung der Brennstoffindustrie und Energie vom 7. Apr. 1948 | 7. April 1948      |
| 56           | Über die Anspornung der Mitarbeiter von Erfassungen von landwirtschaftlichen Produkten und in der Versorgung | 8. April 1948      |
| 57           | Produktionsauflage der Kraftwerke für das 2. Quartal 1948 | 8. April 1948      |
| 58           | Bestätigung der Sitzungen der Hafengemeinschaften vom 9. Apr. 1948 | 9. April 1948      |
| 59           | Durchführung des 3. Lehrerkongresses in der Sowjetischen Besatzungszone Deutschlands | 9. April 1948      |
| 60           | zur Regelung der Transporte und des Schutzes der Reparations- und Exportgüter in der SBZ (auch: Regelung der Transporte und des Schutzes der Reparations- und Export - Importgüter in der Sowjetischen Besatzungszone Deutschlands) | 12. April 1948     |
| 61           | Über die Tätigkeit der Vereinigung gegenseitiger Bauernhilfe | 14. April 1948     |
| 0141         | Über die Ankündigung der Personalbesetzung des Amtes für das Studium der Errungenschaften in Wissenschaft und Technik Deutschlands (russisch об объявлении штата Управления по изучению достижений науки и техники Германии ob objawlenii schtata Uprawlenija po isutscheniju dostischeni nauki i techniki Germanii) | 16. April 1948     |
| 64           | Beendigung der Sequesterverfahren in der SBZ (auch: Abschluß der Sequestrierung, Auflösung der Sequestrierungskommissionen und Bildung eines Ausschusses zum Schutz des Volkseigentums bei der DWK; russisch О прекращении секвестра на территории Советской зоны оккупации Германии O prekraschtschenii sekwestra na territorii Sowetskoi sony okkupazii Germanii, deutsch ‚Über die Beendigung der Sequestrierung auf dem Territorium der Sowjetischen Besatzungszone Deutschlands‘) | 17. April 1948     |
| 65           | Umgestaltung der Kommission für Sequestration und Konfiskation bei der SMAD in die Kommission zur Kontrolle von Eigentum bei der SMAD | 19. April 1948     |
| 67           | Über die Bestätigung von Voranschlägen der Hauptverwaltungen der Deutschen Wirtschaftskommission und von Voranschlägen der deutschen Verwaltungen: Gesundheitswesen, Volksbildung, der Justiz, des Innern | 19. April 1948     |
| 68           | Genehmigung der Haushaltspläne des Landes Mecklenburg für Jahr 1948/1949 | 19. April 1948     |
| 69           | Über die Bestätigung des Budgets des Landes Brandenburg für das Jahr 1948/1949 | 19. April 1948     |
| 70           | Bestätigung der Haushalte des Landes Sachsen-Anhalt für das Haushaltsjahr 1948/1949 | 19. April 1948     |
| 71           | Bestätigung des Haushalte des Landes Sachsen für das Jahr 1948/1949 | 19. April 1948     |
| 72           | Bestätigung der Haushaltspläne des Landes Thüringen für das Jahr 1948/1949 | 19. April 1948     |
| 76           | Über die Bestätigung der Grundlagen für die Vereinigungen und Betriebe, die das Eigentum des Volkes darstellen (auch: Bestätigung der Satzungen über volkseigene Vereinigungen und Betriebe und Instruktion über die Fassung der Rechtsordnung; auch: Schaffung von Vereinigungen der Volkseigenen Betriebe) | 23. April 1948     |
| 77           | Verbesserung der Erfassung und Verteilung der wichtigen chemischen Erzeugnisse | 23. April 1948     |
| 78           | Errichtung eines Zentralinstituts für Sozial- und Gewerbehygiene | 28. April 1948     |
| 80           | Vorbeugungsmaßnahmen gegen die Verladung von Spreng- und feuergefährlichen Stoffen im Metallschrott | 12. Mai 1948       |
| 82           | Über die Rückgabe des durch den nationalsozialistischen Staat entzogenen Vermögen an die demokratischen Organisationen | 29. April 1948     |
| 0163         | Über die Ankunft sowjetischer Spezialisten in der sowjetischen Besatzungszone Deutschlands, um die Erfahrungen mit der Installation von Kippbrücken und Baggern zu studieren (russisch о прибытии в Советскую зону оккупации Германии советских специалистов для изучения опыта монтажа отвальных мостов и баггеров o pribytii w Sowetskuju sonu okkupazii Germanii sowetskich spezialistow dlja isutschenija opyta montascha otwalnych mostow i baggerow) | 3. Mai 1948        |
| 84           | Pflichtablieferung von Getreide, Speisehülsenfrüchten, Buchweizen, Ölsaaten, Kartoffeln und Gemüse der Ernte 1948 | 5. Mai 1948        |
| 85           | Über die Organisation des Baus und der Reparatur und Fischereiflotte in Mecklenburg | 27. Mai 1948       |
| 89           | Über die Durchführung der Leipziger Herbstmesse 1948 | 12. Mai 1948       |
| 90           | Übergabe des Rundfunk-Studio Grünau in die Verwaltung der Deutschen Verwaltung für Volksbildung in der Sowjetischen Besatzungszone Deutschlands | 17. Mai 1948       |
| 91           | Durchführung des 1. Kongresses der Vorschulerzieher in der Sowjetischen Besatzungszone Deutschlands | 17. Mai 1948       |
| 93           | Erweiterung des Befehls für Metallurgie, Nr. 0350 vom 9. Okt. 1947 Inbetriebnahme des Eisenkonstruktions- und Formstahlwerks Riesa | 19. Mai 1948       |
| 94           | Gründung der Deutschen Emissions- und Girobank | 21. Mai 1948       |
| 95           | Amtsbefreiung Rudolf Engels vom Amt des Chefs der Abteilung für deutsche Umsiedler der Deutschen Verwaltung des Innern und Ernennung von Arthur Vogt | 22. Mai 1948       |
| 98           | Maßnahmen zur Bekämpfung von Wildschweinen | 1. Juni 1948       |
| 103          | Herrichtung der Werften in Stralsund, Wolgast und Damgarten für den Bau von Booten der Fischereiflotte und Produktionserweiterung der sich betätigenden Werften | 3. Juni 1948       |
| 104          | Bau von Fischereischiffen in den Jahren 1949 bis 1950 | 9. Juni 1948       |
| 105          | Über die Verbesserung des Vertriebs von Zeitschriften in der Sowjetischen Besatzungszone in Übereinstimmung mit Direktive Nr. 55 des Alliierten Kontrollrates | 9. Juni 1948       |
| 107          | Über die Organisation eines Büros für Erfindungswesen bei der DWK | 11. Juni 1948      |
| 0207         | Zur Bildung der Abteilung Zivilverwaltung der Sowjetischen Militäradministration in Deutschland (russisch О сформировании Отдела гражданской администрации СВА в Германии O sformirowanii Otdela graschdanskoi administrazii SWA w Germanii) | 11. Juni 1948      |
| 111          | Währungsreform für das Gebiet der Sowjetischen Besatzungszone und Groß-Berlins (auch: Über die Durchführung der Währungsreform in der Sowjetischen Besatzungszone Deutschlands) | 23. Juni 1948      |
| 112          | Über die Neugestaltung der Warnemünder Filiale der Wismarer Schiffswerft | 23. Juni 1948      |
| 114          | Über Maßnahmen zur Vergrößerung der Einnahmen der Generaldirektion Schifffahrt aus der Benutzung der Wasserstraßen der Sowjetischen Besatzungszone Deutschlands | 30. Juni 1948      |
| 118          | Wirtschaftsplanung der sowjetischen Besatzungszone Deutschlands für das 2. Halbjahr 1948 | 6. Juli 1948       |
| 119          | Über die Eröffnung von Lehrgängen zur Ausbildung von Lehrerpersonal für die Berufsschulen in der Sowjetischen Besatzungszone Deutschlands | 7. Juli 1948       |
| 121          | Schaffung einer Kommission zur Regelung des Geldverkehrs in Berlin | 14. Juli 1948      |
| 122          | Umwandlung der Deutschen Emissions- und Girobank in die Deutsche Notenbank | 20. Juli 1948      |
| 123          | Änderung der Postwertzeichen im Zusammenhang mit der durchgeführten Geldreform | 22. Juli 1948      |
| 124          | Geldumtausch | 24. Juli 1948      |
| 126          | Großbau von Eisenbahnbrücken über die Spree und den Teltowkanal | 24. Juli 1948      |
| 127          | Über die Bedingungen der Pflichtabgabe von Ölsaaten und Kartoffeln, welche laut Saatzuchtsoll im Jahre 1948 angebaut wurden | 26. Juli 1948      |
| 128          | Maßnahmen zur verstärkten Bekämpfung des Kartoffelkäfers | 27. Juli 1948      |
| 129          | Zur Verstärkung der durch den Befehl der SMAD Nr. 121 vom 14. Juli 1948 geschaffenen Kommission zur Regelung des Geldverkehrs in Berlin | 27. Juli 1948      |
| 131          | Über dringende Maßnahmen zum Zwecke der Vergrößerung des Fischfangs im 2. Halbjahr 1948 | 2. August 1948     |
| 132          | Abänderung der statistischen Berichterstattungstabelle über die Arbeit der Industrie in der Sowjetischen Besatzungszone | 2. August 1948     |
| 133          | Über den Bestellungsplan landwirtschaftlicher Kulturen zur Ernte 1949 | 3. August 1948     |
| 135          | Förderung der Mitarbeiter der deutschen Verwaltungs- und Finanzorgane für die erfolgreiche Durchführung der Geldreform | 6. August 1948     |
| 136          | Zur Förderung der Arbeiter in den deutschen Verwaltungs- und Finanzorganen für erfolgreiche Durchführung der Währungsreform | 6. August 1948     |
| 145          | Übergabe des Werkes "Elektrobau" in Sondershausen in Volkseigentum | 17. August 1948    |
| 146          | Entbindung des Chefs der Deutschen Justizverwaltung von seinem Posten | 23. August 1948    |
| 147          | Festigung der Rohstoffbasis der Waschmittelindustrie | 25. August 1948    |
| 148          | Regelung der Verrechnung mit deutschen Firmen und Privatpersonen für zu liefernde Waren und Dienstleistungen | 26. August 1948    |
| 151          | Erhöhung der Lebensmittelnormen für die Bevölkerung der Sowjetischen Besatzungszone Deutschlands | 3. August 1948     |
| 0329         | Über die Abteilung Patentierung und Erwerb von Erfindungen der SMAD (russisch об Отделе патентования и приобретения изобретений СВАГ ob Otdele patentowanija i priobretenija isobreteni SWAG) | 2. September 1948  |
| 152          | Über Auswertung des Warenumsatzes im 2. Halbjahr 1948 | 3. September 1948  |
| 153          | Errichtung der Deutschen Investitionsbank mit Verwaltungssitz in Berlin | 10. September 1948 |
| 0358         | Über die Bekanntgabe der Personalstellen der technischen Büros der Ministerien der UdSSR im Rahmen der SMAD (russisch об объявлении штатных расписаний технических бюро министерств СССР при СВАГ ob objawlenii schtatnych raspissani technitscheskich bjuro ministerstw SSSR pri SWAG) | 20. September 1948 |
| 157          | Über die Ordnung der Bestimmung des Grundgehalts der Professoren und der wissenschaftlichen Assistenten der höheren Lehranstalten der Sowjetischen Besatzungszone | 1. Oktober 1948    |
| 159          | Bestätigung der Ausbeutesätze für Fleisch, Fett und Fleischwaren | 9. Oktober 1948    |
| 160          | Einziehung der 50-Pfennig-Münzen | 9. Oktober 1948    |
| 161          | Kampf gegen den Raub innerzonaler Frachtgüter beim Eisenbahn- und Wassertransport | 11. Oktober 1948   |
| 0040         | Über die Beendigung der Finanzierung die Kosten des Studiums der Leistungen der deutschen Wissenschaft zu Lasten deutscher Budgets (russisch о прекращении финансирования расходов по изучению достижений немецкой науки за счет немецких бюджетов o prekraschtschenii finansirowanija raschodow po isutscheniju dostischeni nemezkoi nauki sa stschet nemezkich bjudschetow) | 23. Oktober 1948   |
| 170          | Über die Vorbereitung von Brücken, hydrotechnischen Anlagen und Systemen der Wasserwirtschaft zum Durchleiten von Hochwasser und Eisgang in den Jahren 1948-1949 | 3. November 1948   |
| 171          | Über Bestätigung des Pflichtablieferungsplans und des Rückgabeplans für Leihsaaten, Getreide, Ölsaaten, Kartoffeln und Gemüse aus der Ernte 1948 | 4. November 1948   |
| 172          | Über die Ausgabe neuer Personalausweise an die Bevölkerung der Sowjetischen Besatzungszone Deutschlands | 4. November 1948   |
| 173          | Übergabe der Kaligruben in Aschersleben und in Wilhelmshall-Dingelstedt in das Eigentum des Volkes | 5. November 1948   |
| 175          | Montage und Inbetriebnahme von Mittel- und Feinstraßen im Hüttenwerk der Stadt Riesa | 10. November 1948  |
| 176          | Über die Durchführung der technischen Überprüfung des Autoparks der Sowjetischen Besatzungszone Deutschlands | 12. November 1948  |
| 0044         | Über die Entwicklung von Kommunikationsgeräten für das hydroakustische System «Sigak» durch das Wissenschaftlich-Technische Büro des Ministeriums für Schiffbauindustrie der UdSSR in Deutschland (russisch о разработке научно-техническим бюро Министерства судостроительной промышленности СССР в Германии аппаратуры связи для гидроакустической системы «Сигак» o rasrabotke nautschno-technitscheskim bjuro Ministerstwa sudostroitelnoi promyschlennosti SSSR w Germanii apparatury swjasi dlja gidroakustitscheskoi sistemy «Sigak») | 16. November 1948  |
| 0045         | Über das Verfahren und den Zeitplan für die Entwicklung eines Plans für wissenschaftliche, technische, konstruktive und experimentelle Arbeiten in Deutschland für 1949 (russisch о порядке и сроках разработки плана научно-технических, конструкторских и опытных работ в Германии на 1949 г. o porjadke i srokach rasrabotki plana nautschno-technitscheskich, konstruktorskich i opytnych rabot w Germanii na 1949 g.) | 17. November 1948  |
| 179          | Maßnahmen zur Beseitigung der Maul- und Klauenseuche | 20. November 1948  |
| 180          | Über Erhöhung der Versorgungssätze für Arbeiter und ingenieurtechnisches Personal der Steinkohlengruben | 23. November 1948  |
| 181          | Durchführung der industriellen Mast und Kontrahierung von Schweinen | 24. November 1948  |
| 183          | Über die Erweiterung der Deutschen Wirtschaftskommission | 26. November 1948  |
| 184          | Über die Organisation der Herstellung von warmgezogenen Stahldraht im Hüttenwerk Hennigsdorf und die erhöhte Herstellung von Dynamoblech in den Sächsischen Blechwalzwerken Olbernhau | 26. November 1948  |
| 185          | Aufhebung nazistischer Gesetze und Verordnungen über Genossenschaften, Siedlung und den Reichsnährstand | 29. November 1948  |
| 187          | Ernennung des ersten Vorsitzenden der Zonenleitung des Freien Deutschen Gewerkschaftsbundes Herbert Warnke zum ständigen Mitglied des Sekretariats der Deutschen Wirtschaftskommission | 2. Dezember 1948   |
| 192          | Über den Produktionsplan für die Herstellung von Schwefelsäure und die Entwicklung der Schwefelsäureindustrie in der Sowjetischen Besatzungszone Deutschlands | 2. Dezember 1948   |
| 195          | Erhöhung der Erzeugung von Pflanzenölen mittels Extraktion | 4. Dezember 1948   |
| 196          | Übergabe der Zuständigkeit für Altmetall an die Verwaltung der metallurgischen und chemischen Industrie der SMAD | 6. Dezember 1948   |
| 199          | Über Maßnahmen zur weiteren Verbesserung der Regelung des Vertriebes von periodischen Druckschriften der Sowjetischen Besatzungszone Deutschlands | 9. Dezember 1948   |
| 472          | Über die Kontrolle der Arbeit der deutschen, bakteriologischen Institute | 16. Dezember 1948  |
| 202          | Über Durchführung der Leipziger Frühjahrmesse 1949 | 21. Dezember 1948  |
| 203          | Über die Endergebnisse der Arbeit des Kohlenbergbaus im Jahr 1948 | 24. Dezember 1948  |
| 204          | Über die Endergebnisse der Arbeit der energetischen Industrie im Jahre 1948 | 24. Dezember 1948  |
| 205          | Über die Steigerung des Fischfanges im Jahre 1949 und Verbesserung der materiellen Lage der Fischer | 27. Dezember 1948  |
| 6            | Ausarbeitung von Verbrauchsnormen für Material und Rohstoffe in Industrie, Verkehrswesen und Landwirtschaft der SBZ | 17. Januar 1949    |
| 7            | Über die Herstellung von Walzen für die Hüttenwerke | 21. Januar 1949    |
| 025          | Über die Übertragung beschlagnahmten Vermögens, Beteiligungen und Vermögens der I.G. Farben (russisch О передаче конфискованного имущества, участий и активов «И.Г.Фарбениндустри» O peredatsche konfiskowannogo imuschtschestwa, utschasti i aktiwow «I.G.Farbenindustri») | 29. Januar 1949    |
| 9            | Über Maßnahmen zur Entwicklung der Viehzucht und Pflichtablieferung von Fleisch, Milch und Eiern | 31. Januar 1949    |
| 11           | Über Vergrößerung des Bestellungsplanes für Sommerölfrüchte zur Ernte 1949 | 3. Februar 1949    |
| 13           | Über die Verbesserung der Lebensmittelversorgung der Bevölkerung der Sowjetischen Besatzungszone Deutschlands | 5. Februar 1949    |
| 15           | Durchführung der Jubiläumsveranstaltung anläßlich des 200. Geburtstages von Johann Wolfgang von Goethe | 12. Februar 1949   |
| 18           | Erhöhung der Krankenunterstützung bei Krankenhaus- und Heilbehandlung | 18. Februar 1949   |
| 22           | Über weitere Gültigkeit der mit Befehl der Obersten Chefs Nr. 31 vom 12. Feb. 1948 festgesetzten Ordnung und Bedingungen | 2. Februar 1949    |
| 26           | Sicherstellung des Planes für Reparatur und Wiederherstellung von Seeschiffen im Jahre 1949 | 9. März 1949       |
| 29           | Bestätigung der VO der DWK "Über die Verbesserung der Arbeiten der MAS und die Erweiterung der Bauernhilfe durch Bereitstellung von Traktoren und landwirtschaftlichen Maschinen | 11. März 1949      |
| 33           | Erfüllung des Programms betr. den Bau von Fischereifahrzeugen im Jahre 1949 und Baubeendigung der Schiffbauwerften | 30. März 1949      |
| 34           | Bestätigung des Beschlusses der Deutschen Wirtschaftskommission über Umtausch der alten Metallmünzen im Werte von 10 und 5 Pfennig gegen neue Metallmünzen der Deutschen Notenbank der gleichen Werte | 30. März 1949      |
| 35           | Über Maßnahmen zur Bekämpfung des Kartoffelkäfers im Jahre 1949 | 30. März 1949      |
| 38           | Wirtschaftsplan für das Jahr 1949 in der SBZ | 1. April 1949      |
| 40           | Sicherstellung der Kupferproduktion in Mansfeld | 11. April 1949     |
| 41           | Über die Maßnahmen zur Aufbereitung des Stahlschrotts in der Sowjetischen Besatzungszone Deutschlands | 12. April 1949     |
| 56           | Aufhebung von Beschränkungen für die Verbindung, den Verkehr und den Handel zwischen Berlin und den westlichen Zonen sowie zwischen der SBZ und den westlichen Zonen | 9. Mai 1949        |
| 0196         | Über die Arbeit der Ministerien und Ämter der UdSSR bei der Untersuchung der Errungenschaften von Wissenschaft und Technik in Deutschland und über den Plan für Forschung, Konstruktion und experimentelle Arbeiten für 1949 (russisch о работе министерств и ведомств СССР по изучению достижений науки и техники Германии и о плане научно-исследовательских, конструкторских и опытных работ на 1949 год o rabote ministerstw i wedomstw SSSR po isutscheniju dostischeni nauki i techniki Germanii i o plane nautschno-issledowatelskich, konstruktorskich i opytnych rabot na 1949 god) | 10. Mai 1949       |
| 0209         | Über die Mittelvergabe an das Wissenschaftlich-technische Hydrometeorologische Büro der SMAD für Entwurfskonstruktion und experimentelle Arbeiten zur Hydrometeorologie und zum Erdmagnetismus (russisch о выделении средств Научно-техническому гидрометеорологическому бюро СВАГ на проведение конструкторских и опытных работ по гидрометеорологии и земному магнетизму o wydelenii sredstw Nautschno-technitscheskomu gidrometeorologitscheskomu bjuro SWAG na prowedenije konstruktorskich i opytnych rabot po gidrometeorologii i semnomu magnetismu) | 14. Mai 1949       |
| 0238         | Überführung aller Nebenbetriebe der SMAD bis zum 1. Juli 1949 unter die Verfügung der Deutschen Wirtschaftskommission | 4. Juni 1949       |
| 84           | Über die Ausarbeitung des Entwurfs für den Volkswirtschaftsplan der Sowjetischen Besatzungszone Deutschlands für das Jahr 1954 | 8. Juli 1949       |
| 0299         | Zur Klärung der Funktionen der technischen Büros der Ministerien, die unter der SMAD organisiert sind (russisch об уточнении функций технических бюро министерств, организованных при СВАГ ob utotschnenii funkzi technitscheskich bjuro ministerstw, organisowannych pri SWAG) | 14. Juli 1949      |
| 88           | Zum Verfahren zur Änderung der Struktur und Besetzung deutscher Verwaltungsstellen (russisch О порядке изменения структуры и штатов немецких органов управления O porjadke ismenenija struktury i schtatow nemezkich organow uprawlenija) | 18. Juli 1949      |
| 90           | Über die Ordnung der Bestätigung der operativen statistischen Berichterstattung in der Sowjetischen Besatzungszone Deutschlands | 23. Juli 1949      |
| 92           | über Reisen der Militärangehörigen und der sowjetischen Zivilpersonen auf den Bahnen der SBZ und des sowjetischen Sektors in Berlin | 15. August 1949    |
| 0399         | Über die Auflösung der wissenschaftlichen und technischen Abteilungen der Ministerien der UdSSR in Deutschland (russisch о ликвидации научно-технических отделов министерств СССР в Германии o likwidazii nautschno-technitscheskich otdelow ministerstw SSSR w Germanii) | 9. September 1949  |
| 0444         | Über die Verlegung der OKBO 154, 162 und 178 in die neuen Länder / Über die Verlegung der Getrennten Kommandantenbataillone 154, 162 und 178 in die neuen Länder und die teilweise Auflösung der Abteilungen der Militärkommandanturen und der ihnen zugeordneten Wachkompanien (russisch О переводе 154, 162 и 178 окбо на новый штат / О переводе 154, 162 и 178 отдельных комендантских батальонов на новые штаты и частичном расформировании управлений военных комендатур и рот охраны при них. O perewode 154, 162 i 178 okbo na nowy schtat / O perewode 154, 162 i 178 otdelnych komendantskich bataljonow na nowyje schtaty i tschastitschnom rasformirowanii uprawleni wojennych komendatur i rot ochrany pri nich.) | 7. Oktober 1949    |

## Andere Befehlshabende und andere Anweisungsformen der SMAD
Neben den Befehlen des Obersten Chefs der SMAD und gelegentlich damit verwechselt gab es Befehle der Stellvertreter des Obersten Chefs der SMAD (russisch приказ заместителя Главноначальствующего СВАГ prikas samestitelja Glawnonatschalstwujuschtschego SWAG), des Stabes der SMAD (russisch приказ штаба СВАГ prikas schtaba SWAG) und Befehle der Kommandanturen anderer Stellen, zum Beispiel bei den Ländern und Provinzen. In der sowjetischen Besatzungszone gab es die Kommandanturen der fünf Länder und Provinzen (Land Thüringen, Land Sachsen, Provinz Sachsen (ab Oktober 1946 Provinz Sachsen-Anhalt, ab 21. Juli 1947 Land Sachsen-Anhalt), Land Mecklenburg und Provinz Brandenburg) sowie mit einer Sonderstellung die Berliner Kommandantur. Hinzu kamen 18 Militärbezirkskommandanturen (russisch окружные военные комендатуры okruschnyje wojennyje komendatury), die jedoch 1946 auf zwölf reduziert und 1948 aufgelöst wurden. Den Militärbezirkskommandanturen waren Kommandanturen zweiter Ordnung (auch: bezirksunterstellte Kommandanturen) unterstellt. Das waren 1945 insgesamt 14, 1946 noch 12 und 1948 dann 9. Ihnen waren Stadtteilkommandanturen unterstellt. Pro Bezirk kamen vier bis 15 Rayon- bzw. Kreiskommandanturen hinzu (russisch районные военные комендатуры rajonnyje wojennyje komendatury). Die unterste Stufe bildeten über 200 Stadt- und Ortskommandanturen (russisch городские военные комендатуры gorodskije wojennyje komendatury) mit fünf bis 27 Stadt- und Ortskommandanturen pro Rayon. Somit bestanden zum 1. April 1946 insgesamt 506 Kommandanturen der SMAD, im August 1946 noch 325 und in der ersten Hälfte 1948 noch 157. Durch deutsche Verwaltungen wurden vielfach Befehle des Obersten Chefs und der Landesschefs der SMAD nicht ausdrücklich als solche gekennzeichnet, sodass sie fälschlich als Befehle des Obersten Chefs behandelt wurden.
Zusätzlich zum Befehl (russisch Приказ Prikas) und gelegentlich damit verwechselt gab es den Stabsbefehl (russisch Приказ по штабу Prikas po schtabu), die Anweisung (russisch Приказания Prikasanija), die Direktive (russisch Директива Direktiwa), die Beschwerde (russisch Жалоба Schaloba) und den Brief (russisch Письмо Pismo).

## Nummerierung der Befehle des Obersten Chefs der SMAD
Die Nummerierung war in internen Dienstvorschriften eindeutig geregelt. Die angestrebte chronologische Reihenfolge wurde jedoch nicht erreicht. Es traten Fehler beim ausfertigenden Stab und den zahlreichen Verteilungsinstanzen auf. So gibt es Befehle ohne Nummer, doppelt vergebene Nummern und Befehle mit zwei Nummern, zum Beispiel den Befehl 27/315 vom 24. April 1947.
Die oben genannten Dokumentengruppen (Befehl, Stabsbefehl usw.) wurden jahresweise eigens nummeriert. Eine eigene Nummerierung hatten auch geheime und streng geheime Dokumente. Diese erhielten eine vorangestellter Null für „geheim“ und eine Doppelnull für „streng geheim“. In späteren Abschriften wurden der Befehlsnummer nach einem Schrägstrich Jahrzehnt- und Jahresnummer hinzugefügt, zum Beispiel 178/45 für den Befehl Nr. 178 vom 22. Dezember 1945.

## Benennung der Befehle des Obersten Chefs der SMAD
Der Titel des Befehls enthält in der Regel die Bezeichnung des Befehlsgebers, eine Befehlsnummer, das Befehlsdatum und meist einen Betreff.
- Приказ Главноначальствующего СВАГ — Главнокомандующего ГСОВГ № 089 «О незаконном расходовании военными комендантами бюджетных средств немецких самоуправлений» (russisch).
- Befehl des Oberbefehlshabers der SMAD — Oberbefehlshaber der GSOSD Nr. 089 «Über die rechtswidrige Verausgabung von Haushaltsmitteln der deutschen Selbstverwaltungen durch Militärkommandanten»

Die Befehle wurde auf Russisch verfasst und ins Deutsche übersetzt. Es gibt von vielen Befehlen mehrere Übersetzungen. In der Liste werden bei starken Unterschieden alle aufgefundenen Übersetzungen des Betreffs aufgeführt.

## Veröffentlichung und Erschließung der Befehle
Die Befehle wurden zunächst mit Plakaten veröffentlicht. Sobald wieder Zeitungen erschienen, wurden die Befehle auf diesem Weg bekannt gemacht.
Die Akten der Sowjetischen Militäradministration werden im Staatsarchiv der Russischen Föderation (GARF), in den Archiven des russischen Außenministeriums, des russischen Verteidigungsministeriums und des heutigen Russischen Staatsarchivs für sozialpolitische Geschichte verwahrt. Bis in die 1990er Jahre hinein waren die sogenannten SMAD-Akten gesperrt. Erst ein Erlass des russischen Präsidenten Boris Jelzin vom Oktober 1995 ermöglichte die Erschließung. Die Befehlsreihen der SMAD aus den Besatzungsjahren 1945 bis 1949 sind vermutlich nicht vollständig überliefert. Das ist eine Folge ursprünglich nicht einheitlicher Behördenpraxis, unterschiedlicher Archivierung und mehrmaliger Aktenverlagerung.